# Italia medievale
Se con storia del Medioevo si intende la storia dal 476, anno della deposizione dell'ultimo imperatore d'Occidente, al 1492, anno della scoperta dell'America, con Italia medievale dobbiamo forse più precisamente intendere quel periodo della storia d'Italia che va dall'invasione longobarda (568) fino alla discesa del re di Francia Carlo VIII nel 1494, un evento che diede inizio alle cosiddette guerre d'Italia del XVI secolo e segnò la fine dell'equilibrio politico sancito quarant'anni prima con la pace di Lodi.
A sua volta il Medioevo tradizionalmente si divide in Alto Medioevo (fino all'anno 1000) e Basso Medioevo. È bene puntualizzare che tali datazioni sono semplicemente delle convenzioni per riferirsi con maggiore chiarezza a un periodo tanto lungo quanto complesso. Infatti, spesso, dietro alle nette datazioni ci sono molteplici sfumature tipiche della storia. All'inizio dell'Alto Medioevo l'Europa e l'Italia romana vengono germanizzate, con la formazione dei regni romano-barbarici. Dopo la sedentarizzazione dei nomadi germanici, è la volta di nuovi nomadi, gli Arabi che rompono l'unità del Mediterraneo. Inoltre parte dell'Italia venne occupata anche dalle truppe dell'Impero romano d'Oriente, comunemente detto bizantino. Il tentativo di unire l'Europa da parte di Carlo Magno (742-814) non avrà fortuna, ma il sistema con cui organizzò la sua società, il feudalesimo, attecchirà un po' dovunque, per breve tempo anche in Italia, dove però le città di origine romana sapranno riprendersi sul fronte economico prima delle altre.
Così all'inizio del Basso Medioevo, mentre in Europa si diffondono le monarchie feudali, in Italia si sviluppa la civiltà comunale, che si scontrerà politicamente e militarmente con il Sacro Romano Impero Germanico. Successivamente, mentre in Europa si affermano gli stati nazionali, in Italia si sviluppano delle potenze regionali che continuano a guerreggiare fra loro. Così, alla fine del Medioevo e nel Rinascimento – nonostante l'elevato livello culturale di entrambi i periodi – le piccole potenze italiane non saranno in grado di affrontare il pericolo costante di una dominazione straniera.

## Tarda Antichità

### Il regno di Genserico

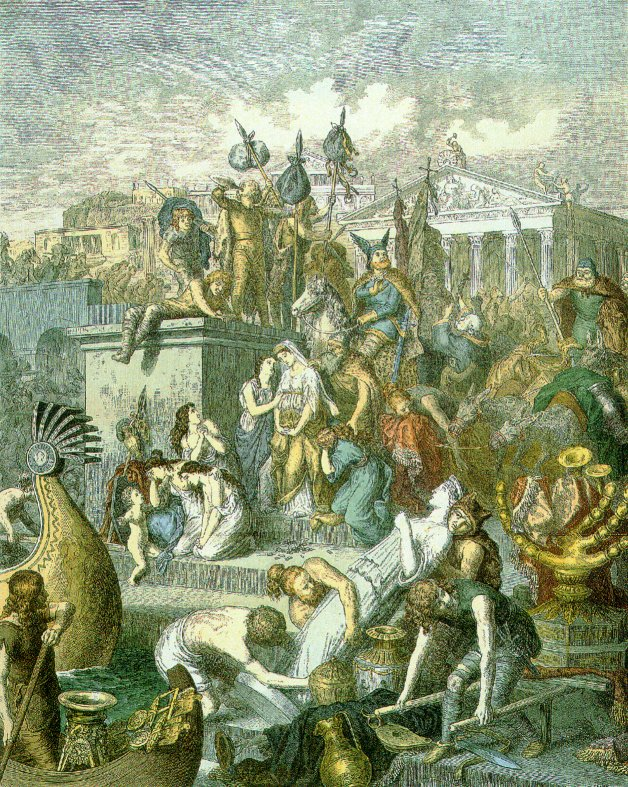
Sacco di Roma del 455 da parte dei Vandali

La prima germanizzazione dell'Italia parte dalla dominazione vandala della Sicilia nel 440, con la conquista da parte del re Genserico, e si concluse tra il 484 e il 496, sotto il regno di Guntamundo, che perse l'ultima città vandala nell'isola, Lilibeo.
Genserico divenne re nel 428, alla morte del fratello Gunderico. Dopo aver conquistato tutto il Nordafrica, nel 440 si unì ai berberi. A Cartagine, la sua base, mise a punto una grande flotta con la quale, nello stesso anno, sbarcò in Sicilia. I Vandali iniziano a razziare l'isola, distruggendo Palermo e impedendo anche alle navi bizantine di Teodosio II di approdare per provare a combattere i barbari.
Nel 442 ciò che rimaneva dell'Impero romano d'Occidente riconobbe le conquiste vandale e fu così creato uno Stato vero e proprio. Nel 476 Odoacre, re degli Eruli, iniziò una sanguinosa guerra contro i Vandali, riscattando però quasi tutta la Sicilia con un tributo. L'unica roccaforte vandala rimase Lilibeo.

## Alto Medioevo

### Il regno di Odoacre
Convenzionalmente, la data del 476 segna il passaggio dall'Antichità al Medioevo.
In quell'anno un pronunciamento delle truppe di Federati stanziati in Italia, composte da Sciri, Eruli e Turcilingi, reclamando le terre che il patrizio Oreste aveva promesso per i loro servigi, acclamò il generale di origine scira Odoacre rex gentium; questi depose l'ultimo imperatore d'Occidente, Romolo Augustolo, e, invece di elevare alla porpora un fantoccio di cittadinanza romana, come avevano fatto i generali barbari che lo avevano preceduto, inviò le insegne imperiali a Costantinopoli, dichiarando conclusa la separazione politica delle due parti dell'impero, che ritrovava unità sotto la guida dell'augusto d'oriente Zenone, cui Odoacre chiese di essere insignito patrizio con giurisdizione sulla diocesi d'Italia.
Sebbene Zenone non concesse mai ufficialmente al generale sciro tale carica, consentì di fatto a Odoacre di governare l'Italia come proprio vicario, cosa che avvenne nella continuità delle istituzioni, dell'amministrazione e del diritto romano; per allontanare da Oriente la presenza ingombrante degli Ostrogoti, che nel 485 avevano saccheggiato la Tracia e minacciavano ormai Costantinopoli, e ridimensionare il potere crescente di Odoacre, l'imperatore promise a Teodorico il titolo di rex qualora avesse invaso in forze l'Italia: iniziata la campagna nel 489, dopo quattro anni di guerra Odoacre fu sconfitto nel 493.

### Il Regno ostrogoto (494-535)

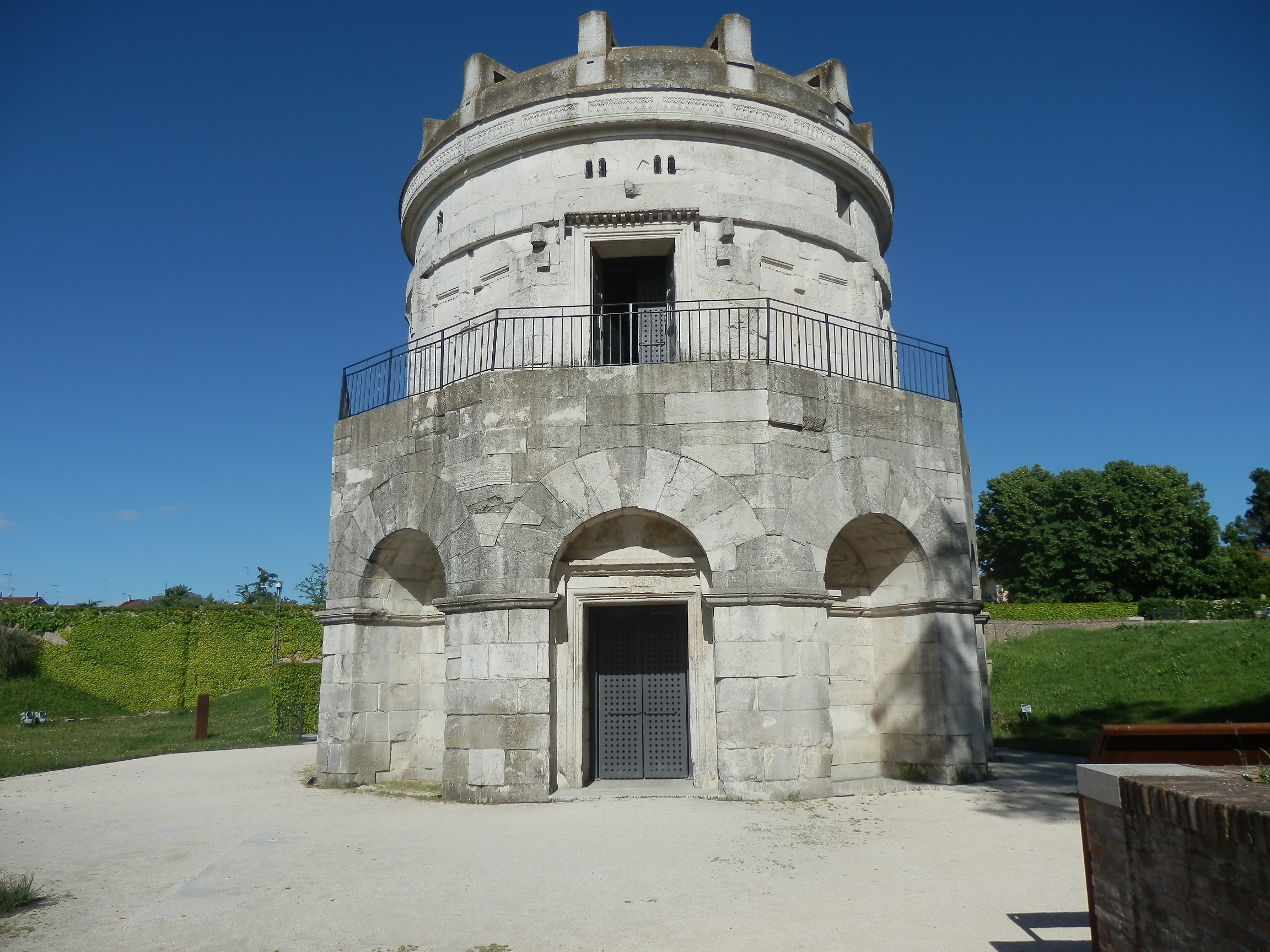
Il mausoleo di Teodorico a Ravenna

Teodorico proseguì in gran parte la politica del suo predecessore e avversario, assegnando ai suoi Ostrogoti i compiti di sicurezza e di difesa e delegando ai Latini (o Romanici) le funzioni amministrative. Tra i collaboratori latini del sovrano si contarono anche i grandi intellettuali Cassiodoro e Boezio, anche se quest'ultimo cadde in seguito in disgrazia, venne imprigionato e fu infine ucciso.
La struttura latifondista della società e dell'economia italiana fu sostanzialmente preservata; la nuova ripartizione delle terre introdotta da Teodorico assegnò un terzo dei fondi ai conquistatori e i due terzi agli antichi abitanti. Durante il regno del sovrano germanico furono costruite nuove opere pubbliche, come il mausoleo di Teodorico a Ravenna, e si cercò, almeno nei primi anni, di mantenere pacifici i rapporti tra la maggioritaria Chiesa cattolica e gli aderenti al cristianesimo ariano, tra i quali si contava la maggior parte degli Ostrogoti e lo stesso re.
Alla morte di Teodorico (526) il trono passò al giovane nipote Atalarico, sotto la reggenza della madre Amalasunta, e in seguito al secondo marito della regina madre, Teodato (a sua volta nipote di Teodorico). Amalasunta perseguì una politica apertamente favorevole al cattolicesimo, che determinò una frattura tra il potere regio e la nobiltà gotica; la divisione favorì i progetti di riconquista dell'Italia del nuovo imperatore d'Oriente, Giustiniano, che nel 535 lanciò l'armata del generale Belisario contro gli Ostrogoti.

### La guerra gotica e la dominazione bizantina

L'impero bizantino durante il regno di Giustiniano. La penisola italiana venne inglobata totalmente nel 553

La guerra iniziò con i migliori auspici per i Bizantini, condotti dal talentuoso generale Belisario, che dopo aver conquistato la Sicilia risalirono la penisola, riconquistandola in massima parte nell'arco di cinque anni. Quando i Bizantini nel 540 conquistarono Ravenna, dove il re goto Vitige (succeduto a Teodato nel 536) fu fatto prigioniero e portato a Costantinopoli, sembrava che mancasse ormai poco alla definitiva sconfitta dei Goti, che furono costretti a spostare la capitale a Pavia.
Il richiamo di Belisario a Costantinopoli, l'incapacità dei generali che lo sostituirono, l'oppressione fiscale degli italici sotto il governo bizantino e l'ascesa al trono del goto Totila contribuirono invece alla ripresa dei Goti, che sotto la guida del loro nuovo re ripresero il possesso di buona parte dell'Italia. Il successo di Totila fu dovuto, oltre alle sue doti militari, anche al fatto che cercò e trovò l'appoggio dei contadini impegnandosi in una riforma agraria di stampo egualitaristico, in base alla quale i grandi latifondisti venivano espropriati dei loro terreni e i servi venivano affrancati per entrare in massa nell'esercito di Totila. Il ritorno di Belisario in Italia non fermò l'avanzata gota: il generale bizantino non aveva truppe sufficienti per contrastare efficacemente Totila, che alla fine del 546 conquistò Roma, risparmiandola dopo aver minacciato di distruggerla. Roma fu poi riconquistata da Belisario che, rassegnatosi al fatto che con le insufficienti truppe di cui disponeva non avrebbe mai ottenuto una vittoria definitiva su Totila, chiese il richiamo a Costantinopoli (548). Dopo la partenza di Belisario, Totila conquistò di nuovo Roma, ormai caduta in rovina a causa dei continui assedi, e grazie alla sua flotta invase la Sicilia, la Sardegna e la Corsica (550).

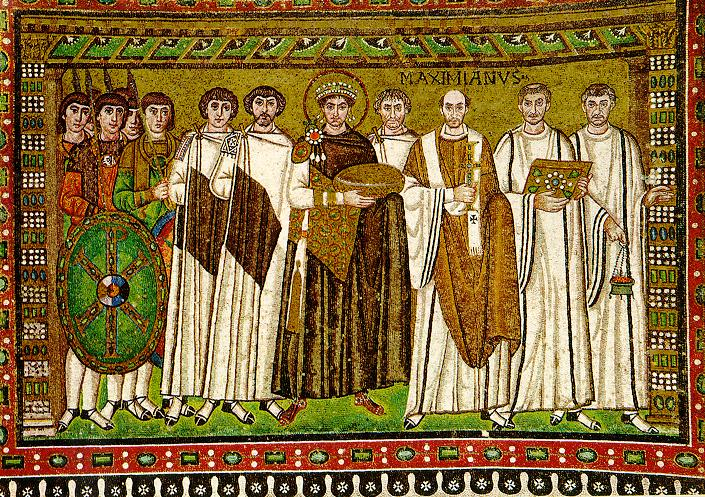
Giustiniano, mosaico nella chiesa di San Vitale a Ravenna

L'arrivo in Italia del generale eunuco Narsete (552) cambiò l'esito del conflitto. Giunto in Italia con un cospicuo esercito comprendente anche guerrieri mercenari di varie nazioni, Narsete cercò lo scontro aperto con Totila, che affrontò e vinse a Tagina, dove il re goto perì. Narsete successivamente conquistò Roma e si diresse in direzione dei Monti Lattari, dove inflisse una seconda definitiva sconfitta ai Goti condotti dal loro nuovo re Teia. La guerra non poteva però dirsi completamente finita non solo perché, pur essendo rimasti senza re, alcune fortezze gote ancora resistevano ostinatamente, ma anche per l'invasione di due eserciti franco-alamanni venuti a dar man forte ai Goti. I Franco-Alamanni vennero tuttavia respinti da Narsete, che in due anni (553-555) conquistò tutte le fortezze gote a sud del Po (quelle della Tuscia, di Cuma e di Conza). La conquista delle fortezze al nord del Po si concluse solo nel 562, quando Verona e Brescia si arresero e il limes venne portato sulle Alpi.
Il conflitto si protrasse per circa un ventennio, devastando l'intera Italia tanto da portarla a una grave crisi demografica, economica, politica e sociale. Nonostante Giustiniano nella Prammatica Sanzione del 554, con cui estendeva la legislazione imperiale in Italia organizzandola in Prefettura del pretorio, avesse promesso fondi per ricostruire l'Italia semidistrutta, i danni erano troppo gravi per porvi rimedio in breve tempo. Narsete e i suoi sottoposti si occuparono personalmente di riparare le mura delle città semidistrutte e un'epigrafe attesta la ricostruzione del ponte Salario a Roma, mentre fonti propagandistiche dell'epoca parlano di un'Italia ritornata all'antica felicità sotto il governo di Narsete. Queste fonti, tuttavia, sono ritenute dalla storiografia odierna fin troppo ottimistiche: infatti i tentativi da parte di Giustiniano di combattere le iniquità degli esattori imperiali in Italia non ebbero effetto, perché esse proseguirono, mentre Roma continuò a essere una città in rovina, con parecchi edifici devastati dal lungo conflitto, e il Senato romano si avviava verso la definitiva dissoluzione, che avvenne agli inizi del VII secolo. Le campagne erano devastate a tal punto che, come dichiarato da papa Pelagio I in un'epistola, "nessuno è in grado di recuperarle", mentre la Chiesa romana riceveva ormai proventi solo dalle isole o al di fuori dell'Italia. Gli anni seguenti furono funestati, oltre che da un aggravamento delle condizioni di vita dei contadini a causa della forte pressione fiscale, anche da una terribile pestilenza che spopolò ulteriormente la penisola (559-562).

### Il Regno longobardo e l'esarcato d'Italia (568-774)

La Corona ferrea che cingeva il capo dei re d'Italia, oggi conservata nel duomo di Monza

L'Italia bizantina, indebolita e impoverita, non ebbe la forza di opporsi a una nuova invasione germanica, quella dei Longobardi capeggiati da Alboino. Tra il 568 e il 569 i Longobardi occuparono gran parte dell'Italia centro-settentrionale. Questa regione, che da allora sarebbe stata detta Langobardia Maior ("Langobardia Maggiore"), costituì il nucleo del Regno longobardo, con capitale Pavia, ma contingenti germanici si spinsero anche nell'Italia meridionale, dove costituirono i ducati della Langobardia Minor ("Langobardia Minore"): Spoleto e Benevento. L'intero Regno longobardo fu infatti ripartito in numerosi ducati, ampiamente autonomi rispetto al potere centrale.
Con l'invasione longobarda l'Italia fu quindi suddivisa in due grandi zone d'influenza. I Longobardi occuparono le aree continentali della penisola, mentre i Bizantini conservarono il controllo di gran parte delle zone costiere, incluse le isole. Fulcro delle province bizantine in Italia furono l'Esarcato d'Italia (istituito nel 584 circa), corrispondente grosso modo all'odierna Romagna (detta Romania nel latino dell'epoca, proprio per sottolineare la sua appartenenza all'Impero romano d'Oriente) con Ravenna capitale, e la limitrofa Pentapoli bizantina, serie di città fortificate lungo la costa adriatica. Il potere supremo era esercitato dal luogotenente generale dell'imperatore bizantino, l'esarca, che aveva poteri quasi assoluti - sia civili, sia militari - e doveva rispondere del suo operato soltanto all'imperatore. Formalmente bizantina era anche Roma con il suo contado (il Ducato romano), ma in realtà la città era governata in modo quasi del tutto autonomo dal papa, in un primo embrione del futuro Stato della Chiesa.

#### Il VI secolo
Dopo la morte di Alboino, vittima nel 572 di una congiura ordita dalla moglie Rosmunda, la corona fu affidata a Clefi. Tra i Longobardi il re era infatti generalmente eletto dall'assemblea del popolo in armi (Gairethinx), anche se non sarebbero mancati tentativi di rendere ereditaria la trasmissione del potere. A essere eletti re, comunque, erano in genere gli esponenti di alcuni gruppi famigliari, tanto che nel corso della storia longobarda figurano diverse dinastie.
Clefi estese ulteriormente i confini del regno e tentò di continuare la politica del suo predecessore, volta a spezzare gli istituti giuridico-amministrativi consolidatisi durante il dominio ostrogoto e bizantino attraverso l'eliminazione dell'aristocrazia latina, l'occupazione delle sue terre e l'acquisizione dei suoi patrimoni. A differenza degli Ostrogoti, quindi, i Longobardi esautorarono del tutto l'elemento romanico, accentrando nelle mani dei duchi ogni potere. Nel 574 anche Clefi venne assassinato e per un decennio, detto Periodo dei Duchi, non fu nominato alcun successore e i duchi regnarono autonomamente sui loro possedimenti (574-584). Durante il Periodo dei Duchi le condizioni dei Romanici soggetti ai Longobardi peggiorarono: infatti le fonti primarie (come Paolo Diacono) parlano di uccisioni e massacri. La controffensiva bizantina per opera del generale Baduario fallì (576) e i duchi ne approfittarono espandendo ulteriormente i loro domini: è infatti al periodo dei duchi che viene fatta risalire la fondazione dei ducati longobardi di Spoleto e di Benevento, sebbene non vi siano prove certe a proposito.
In seguito all'invasione longobarda la parte d'Italia rimasta bizantina, per far fronte alla nuova invasione, venne riorganizzata in esarcato, governata da un esarca con autorità sia civile sia militare: non si sa tuttora la data esatta in cui ciò avvenne, ma il primo riferimento nelle fonti dell'epoca a un esarca è in una epistola papale dell'anno 584, quindi si ritiene che la riforma degli esarcati sia stata attuata intorno a quell'anno per opera dell'imperatore Maurizio. Con tale riforma, l'Italia imperiale venne trasformata in un'unica terra di frontiera, divisa in vari distretti militari difesi da eserciti regionali. Nella seconda metà del VI secolo, l'Impero d'Occidente rischiò di rinascere. Sembra infatti che Tiberio II Costantino intendesse dividere alla sua morte l'Impero d'Oriente (ora estesosi, dopo le conquiste di Giustiniano, su buona parte dell'Occidente) in una parte occidentale, con capitale Roma, e in una parte orientale, con capitale Costantinopoli, ma ci ripensò e nominò unico imperatore Maurizio. Anche Maurizio prese in considerazione la possibilità di una rinascita di un Impero d'Occidente: infatti nel suo testamento lasciava l'Italia e le isole del Tirreno al figlio Tiberio, mentre il governo della parte orientale sarebbe spettata al figlio maggiore Teodosio. Tali piani tuttavia non si realizzarono mai, a causa della rivolta di Foca che uccise Maurizio e i suoi figli.
Maurizio, non potendo ricorrere alle armi per combattere i Longobardi, decise di far ricorso alla diplomazia cercando l'alleanza con i Franchi. Quando i duchi si resero conto che, separati, non avrebbero saputo reggere alla pressione militare dei Bizantini e dei Franchi, decisero di eleggere un nuovo sovrano: la corona venne quindi assegnata ad Autari, figlio di Clefi. Il nuovo re respinse entrambe le minacce e rafforzò la stabilità del regno alleandosi con i Bavari. L'accordo fu siglato con le nozze del re con la principessa bavara Teodolinda; rimasta presto vedova (590), la regina si risposò con il duca di Torino Agilulfo, che subito dopo (591) fu proclamato re dei Longobardi. La coppia, fondatrice della dinastia Bavarese, regnò congiuntamente e rafforzò ulteriormente il regno, garantendone i confini esterni e ampliandone l'area a danno dei Bizantini. Il potere centrale venne rafforzato a danno di quello dei duchi, che furono affiancati da funzionari di nomina regia (gli sculdasci) e fu avviata una maggior integrazione con i Romanici, anche attraverso l'avvio della conversione dei Longobardi dall'arianesimo al cattolicesimo. Venne stimolata la produzione artistica, grazie all'abate evangelizzatore irlandese san Colombano, fondatore a Bobbio nel 614 della futura Abbazia di San Colombano; questo dopo l'Espansione del cristianesimo in Europa tra V e VIII secolo.
Gli eserciti di Agilulfo e del duca di Spoleto minacciarono più volte la città di Roma, difesa con vigore dal papa Gregorio Magno, che cercò per tutto il decennio 590-600 di giungere a una pace tra Longobardi e Bizantini, a suo dire per evitare altre stragi. L'esarca Romano era però contrario alla pace e fece anche poco o nulla per difendere Roma dai Longobardi, attirandosi l'odio del pontefice, che in più epistole si lamentò dell'operato dell'esarca. I rapporti tra Gregorio e il successore di Romano, Callinico, furono invece migliori e il nuovo esarca negoziò una pace armata con i Longobardi, che venne firmata nel 599. La pace durò tuttavia poco perché Callinico nel 601 aggredì Parma, provocando la reazione del re longobardo che aggredì la Venezia bizantina conquistando le città dell'entroterra e riducendo la Venezia bizantina alle coste. Seguì un lungo periodo di pace tra i due Stati.

#### Il VII secolo

L'Italia longobarda e bizantina alla morte di Rotari (652)

La debole reggenza assunta alla morte di Agilulfo (616) da Teodolinda in nome del figlio Adaloaldo favorì l'opposizione della fazione più aggressiva dei duchi, ancora ariani e contrari alla politica di pacificazione con i Bizantini e di integrazione con i Romanici. Nel 626 un colpo di Stato esautorò Adalaoaldo e portò sul trono l'ariano Arioaldo, che tuttavia dovette concentrare il suo impegno bellico a parare le minacce esterne portate dagli Avari a est e dai Franchi a ovest. Il suo successore Rotari, re dal 636 al 652, ampliò ulteriormente i domini longobardi (con la conquista della Liguria e di Oderzo), rafforzò l'autorità centrale anche sui duchi della Langobardia Minor e promulgò la prima raccolta scritta del diritto longobardo, l'Editto di Rotari. La nuova legislazione era d'ispirazione germanica, ma introduceva anche elementi desunti dal diritto romano e sostituì la faida (vendetta privata) con il guidrigildo (risarcimento in denaro stabilito dal re).
Da segnalare nel 619 la rivolta dell'esarca bizantino Eleuterio che si autoproclamò imperatore d'Occidente con il nome di Ismaelius. Tuttavia la rinascita dell'Impero d'Occidente fu effimera, in quanto l'imperatore usurpatore venne ucciso dai suoi soldati mentre si stava dirigendo verso Roma, dove intendeva farsi incoronare dal Papa.
La seconda metà del VII secolo fu caratterizzata dal prevalere dei sovrani della dinastia Bavarese (Ariperto I, Pertarito, Godeperto, Cuniperto), che ripresero la consueta politica di pacificazione con i Bizantini e di integrazione con i Romanici sudditi del regno, tanto da arrivare infine alla completa conversione dei Longobardi al cattolicesimo. La continuità dinastica fu tuttavia interrotta da tentativi di usurpazione ispirati dalle residue frange ariane: nel 662 il duca di Benevento, Grimoaldo, riuscì a esautorare Pertarito e a regnare per una decina d'anni con una pienezza di poteri maggiore di ogni suo predecessore; i suoi sudditi ne apprezzarono (come testimonia il grande storico longobardo Paolo Diacono) la saggezza legislativa, l'opera mecenatistica e il valore guerriero. Egli riuscì inoltre a contrastare con successo l'aggressione da parte dei Bizantini di Costante II del Ducato di Benevento, mandando in fumo l'ultimo vero e proprio tentativo di riconquista bizantina dell'Italia. Costante II fu il primo imperatore bizantino a risiedere in Italia per alcuni anni; infatti dopo la fallita campagna contro i Longobardi, l'Imperatore pose la propria residenza imperiale a Siracusa. Tuttavia la sua tirannia e avidità (in Italia saccheggiò le chiese e alzò di molto le tasse) lo resero odiato dal popolo e alla fine venne assassinato nel 668 a Siracusa mentre si faceva il bagno. I congiurati nominarono Imperatore Mecezio, che tuttavia venne deposto dal legittimo imperatore Costantino IV, figlio di Costante.

#### L'VIII secolo
L'VIII secolo si aprì con una grave crisi dinastica, che per più di dieci anni vide il Regno longobardo dilaniato da colpi di Stato, guerre civili e regicidi; soltanto nel 712, con l'ascesa al trono di Liutprando, l'Italia longobarda ritrovò compattezza. Quello di Liutprando è anzi considerato il periodo di maggior splendore del Regno longobardo, caratterizzato da pacificazione interna, fermezza del potere centrale, grande rilievo internazionale e creatività artistica (la cosiddetta "Rinascenza liutprandea"). Approfittando della politica iconoclastica dell'Imperatore d'Oriente Leone III, che suscitò varie rivolte anti-bizantine nell'Esarcato, nella pentapoli e nel ducato romano, Liutprando si espanse a scapito dei Bizantini occupando molte città dell'Esarcato e della Pentapoli e arrivando anche a occupare per un anno Ravenna (forse nel 732) per esserne poi scacciato da una flotta venetica.
Alla morte di Liutprando (744) il trono, dopo il brevissimo regno di Ildebrando, passò al duca del Friuli, Rachis. Definito "il re monaco", Rachis fu un sovrano debole, incapace di opporsi tanto alle spinte autonomiste dei duchi quanto alle pressioni esercitate dal papa e dai suoi alleati franchi; nel 749 fu deposto e sostituito dal fratello Astolfo, che riprese la via dell'espansione territoriale a danno dei residui possedimenti bizantini. Sotto la sua guida il Regno longobardo toccò la massima espansione territoriale, arrivando a occupare l'intero Esarcato (compresa la capitale Ravenna) nel 751, ma tanto potere preoccupò il pontefice, che vedeva minacciato direttamente il suo Ducato romano. Papa Stefano II invocò quindi l'aiuto del nuovo re dei Franchi, Pipino il Breve, che sconfisse Astolfo in due occasioni (754 e 756) e lo costrinse a rinunciare alle sue conquiste, che vennero cedute al Papa. Nacque così lo Stato della Chiesa.
Alla morte di Astolfo, nel 756, il trono passò a Desiderio, che ne proseguì la politica con maggior accortezza: puntò soprattutto sulla coesione interna del regno e favorì la massima integrazione con i Romanici e con la Chiesa cattolica, fino a costringere il papa ad accettare una forma di tutela da parte del re longobardo.

### La conquista carolingia (774-814)

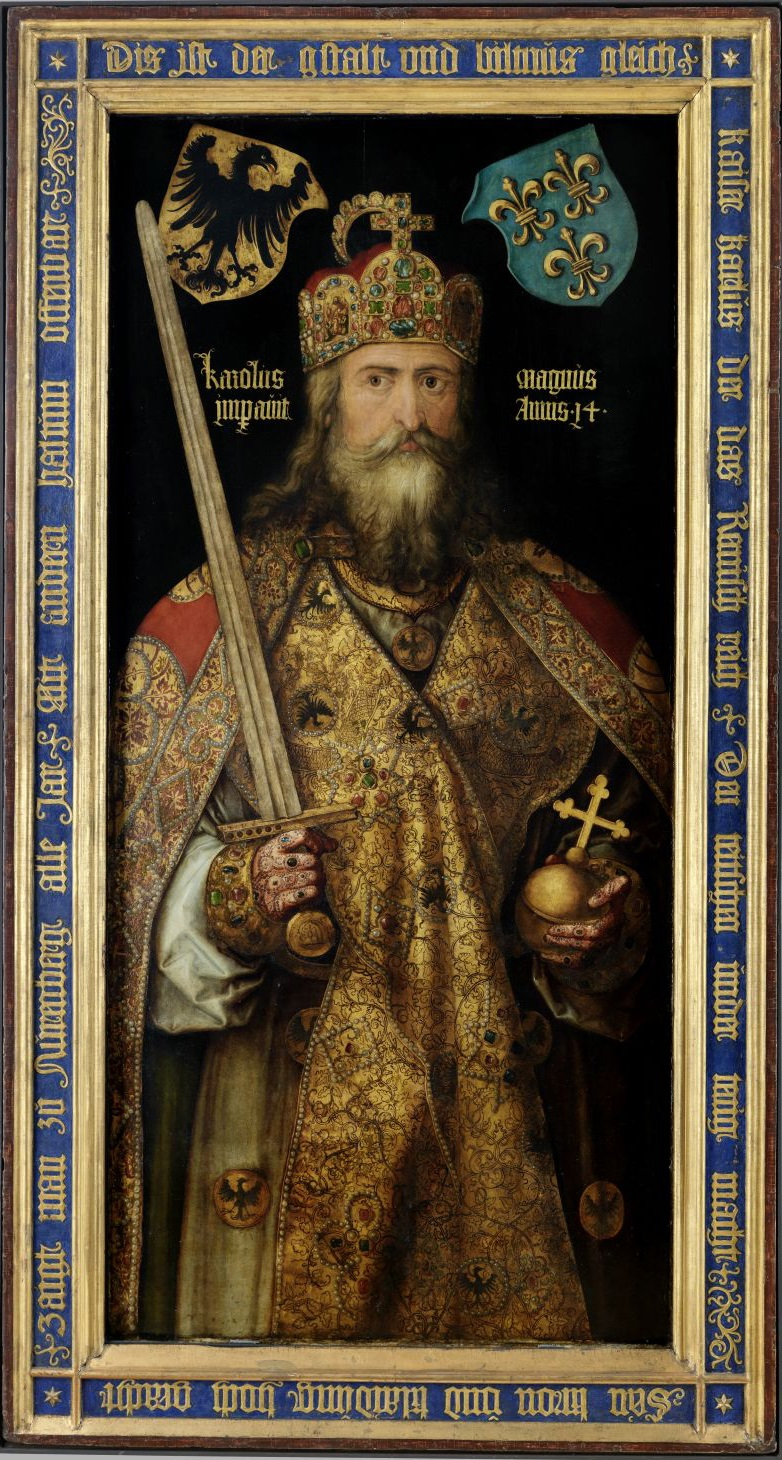
Carlo Magno in un dipinto di Albrecht Dürer

Nel 771 papa Stefano III invocò l'intervento del nuovo re dei Franchi, Carlo Magno, contro Desiderio. La guerra tra Franchi e Longobardi si concluse nel 774, quando Carlo conquistò Pavia, catturò re Desiderio e assunse il titolo di Rex Francorum et Langobardorum ("Re dei Franchi e dei Longobardi"), unificando così la parte d'Italia che aveva conquistato (sostanzialmente la Langobardia Maior) al Regno dei Franchi. Il papa riacquistò una piena autonomia, garantita da Carlo stesso, mentre a sud, nella Langobardia Minor, sopravvisse in piena indipendenza il longobardo Ducato di Benevento, presto elevato al rango di principato. Nel 781 Carlo affidò l'Italia, sotto la sua tutela, al figlio Pipino.
Mentre Carlo Magno espandeva i suoi domini e veniva incoronato Imperatore d'Occidente dal Papa (Natale dell'800), vari domini dell'Impero bizantino iniziarono ad acquisire sempre maggiore autonomia. La Sardegna e i ducati campani nel corso del VII-IX secolo si svincolarono man mano da Bisanzio, eleggendo governatori locali, mentre nell'802-804 prese il sopravvento a Venezia la fazione filo-franca, che decise di tradire l'Impero bizantino passando nella zona d'influenza franca. Quando nell'806 Carlo Magno affidò a suo figlio Pipino il governo dell'Italia carolingia, tra cui Venezia, Bisanzio, non intendendo accettare la perdita di quel lontano possedimento, inviò una flotta guidata da Niceta che riportò all'obbedienza la Venezia e la Dalmazia (806). Tuttavia nell'809 i Franchi invasero il ducato di Venezia ottenendo dai Venetici il pagamento di un tributo. Iniziarono quindi le trattative di pace che si conclusero nell'812 con il trattato di Aquisgrana: secondo tale trattato Carlo Magno ottenne da Bisanzio il riconoscimento del titolo di "Imperatore" (ma non di "Imperatore dei Romani") e in cambio Venezia ritornava bizantina, con la deposizione del duca filofranco Obelerio sostituito dal filobizantino Partecipazio. Tuttavia ciò non fermò il processo di emancipazione di Venezia da Bisanzio, che i lagunari riuscirono a ottenere gradualmente senza svolte violente.
Pipino morì nell'810; pochi anni dopo morì anche il padre, Istrione(814).

### IlRegnum Italiaeentro il Sacro Romano Impero (814-1002)

#### Il IX secolo
Dopo la morte di Pipino, il potere venne assunto dal suo figlio illegittimo Bernardo. Nell'817, però, suo zio l'imperatore Ludovico il Pio assegnò il regno d'Italia al proprio figlio, Lotario I; Bernardo tentò la ribellione, ma venne imprigionato e a partire dall'822 il dominio di Lotario sulla penisola divenne effettivo. Tra i suoi provvedimenti, uno statuto sulle relazioni tra papa e imperatore riservò il potere supremo alla potenza secolare; Lotario emise inoltre varie ordinanze per favorire un governo efficiente dell'Italia. La morte di Ludovico, avvenuta nell'840, causò vari tumulti tra gli eredi; Lotario si scontrò più volte con i fratelli, venendo infine sconfitto. A Lotario successe il figlio Ludovico II, seguito da Carlo il Calvo, Carlomanno di Baviera e Carlo il Grosso.

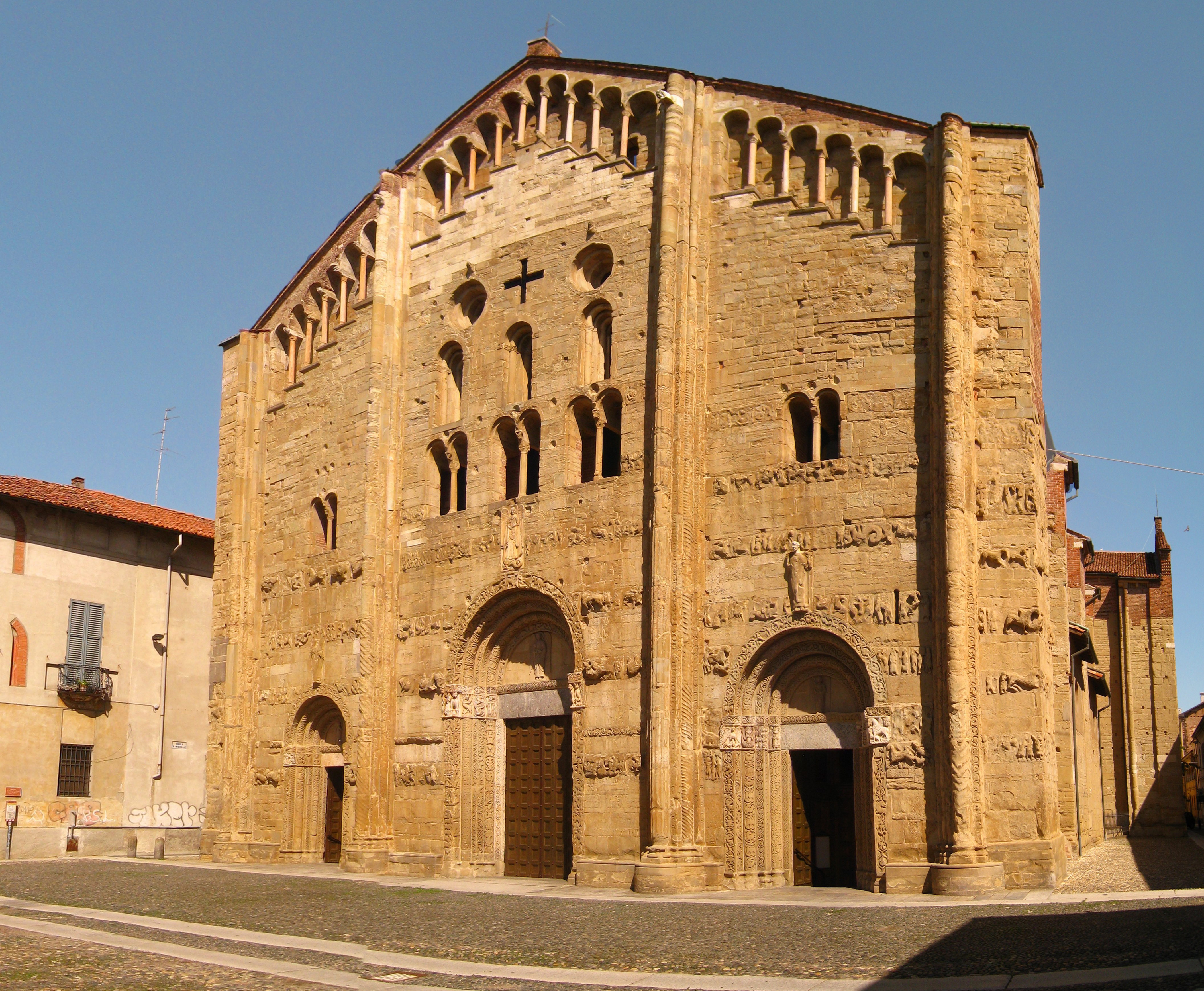
La basilica di San Michele Maggiore, dove generalmente avvenivano le incoronazioni reali

Dopo la deposizione di Carlo il Grosso nell'887, come nel resto del mondo carolingio, anche nel regno d'Italia la grande aristocrazia cercò di affermare il proprio diritto a eleggere il monarca. Ciò costrinse i sovrani che si avvicendarono sul trono a legittimare il proprio diritto a regnare rinegoziando i propri rapporti con i grandi aristocratici, allo scopo di garantirsi il loro supporto politico-militare, più spesso di quando fosse avvenuto in età carolingia, quando il sostegno aristocratico era garantito dall'appartenenza alla stirpe di Carlo Magno. Avendo goduto di una così cattiva fama, questo periodo è noto alla storiografia tradizionale come “anarchia feudale”, dipingendolo semplicisticamente come una fase di disgregazione del potere centrale. I sovrani di questo periodo furono: Berengario del Friuli, Guido da Spoleto, Lamberto II di Spoleto, Arnolfo di Carinzia, Ludovico il Cieco e Rodolfo II di Borgogna.

#### Il X secolo
Un momento di maggior solidità del Regnum si ebbe con il governo di Ugo di Provenza, che tra il 926 e il 946 regnò e cercò di risolvere le diatribe ereditarie sul titolo associandolo subito a suo figlio Lotario II. Questi però scomparve già nel 950, per cui gli successe il marchese d'Ivrea Berengario II, che a sua volta elesse come successore il figlio Adalberto. Berengario, temendo lotte e trame per il potere, fece perseguire la vedova di Lotario II, Adelaide, che si rivolse all'imperatore tedesco Ottone I, chiedendogli aiuto a fronte di quella che riteneva l'usurpazione della corona da parte di Berengario.
Ottone colse il pretesto e scese in Italia, già nelle sue mire per via delle vie di comunicazione che l'attraversavano, per la possibilità di avviare un confronto con l'Imperatore bizantino, che possedeva ancora numerosi territori nella penisola (costa adriatica, Italia meridionale) e per instaurare un rapporto diretto con il papa. Dopo aver sconfitto Berengario, entrò nella capitale Pavia, sposò Adelaide e si cinse della corona italiana nel 951, legandola a quella dell'Impero romano-germanico. Da allora la corona d'Italia fu istituzionalmente connessa a quella imperiale, per cui fu automaticamente ereditata dai successori di Ottone I (Ottone II e Ottone III) fino al 1002.

### Lo Stato della Chiesa e il monachesimo
Durante l'intero Alto Medioevo la Chiesa cattolica fu l'unico potere che si dimostrò capace di conservare, tramandare e sviluppare la cultura latina, sia attraverso il monachesimo, sia mediante la creazione di un potere temporale concretizzatosi nel centro Italia con lo Stato della Chiesa e capace di conservare la propria autonomia.

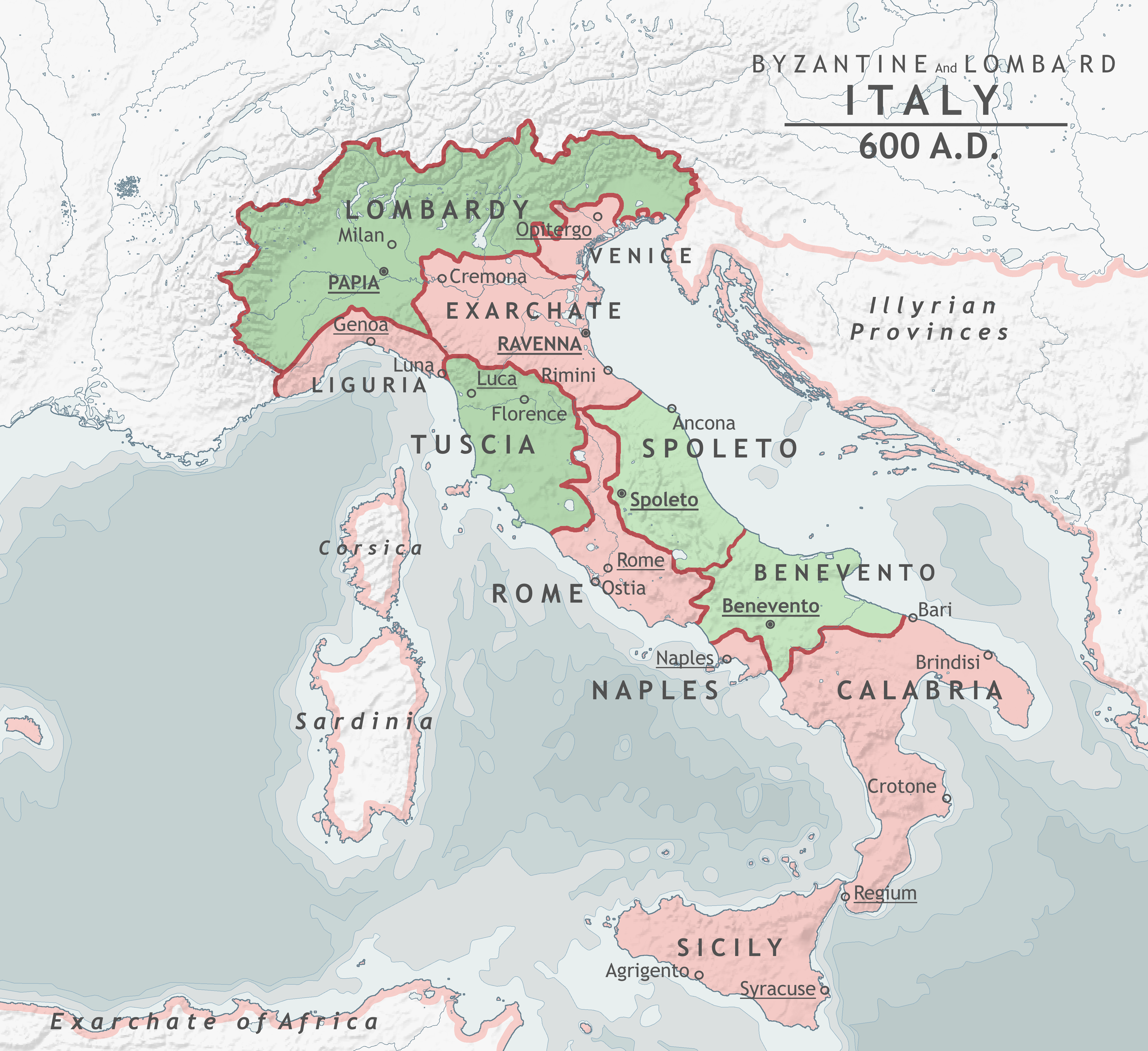
L'Italia nel 600 AD

Il cristianesimo fu uno dei più potenti collanti che, a partire dai regni romano-barbarici, permisero la convivenza e in seguito l'integrazione tra due mondi distanti tra loro: quello romanico e quello germanico. 
Favorito dalla condivisione della religione cristiana, dalla progressiva integrazione tra il diritto latino e il diritto germanico e dall'intersezione culturale tra gli elementi germanici di più recente insediamento in territorio italico e quelli di più antica formazione, di derivazione latina, nacque uno spirito propriamente europeo. 
Ovviamente tale fusione fu instabile e ci vollero secoli prima di trovare un equilibrio. Equilibrio che però, una volta raggiunto, portò ad apici di cultura e spiritualità, quali non solo le innovazioni tecnologiche, ma anche la fioritura delle università come luoghi di diffusione e di ricerca del sapere.
Nei secoli più travagliati, invece, l'eredità culturale classica era stata custodita prima con i monasteri cluniacensi, poi con quelli cistercensi. I monasteri medievali infatti si impegnarono a custodire il sapere di ogni tipo, dalla letteratura pagana (classici greci e latini) ai testi arabi di filosofia, matematica e medicina. È anche grazie alla lungimiranza dei monaci medievali che sono potuti fiorire i secoli dell'età moderna.

### Le incursioni arabe e la dominazione bizantina nel Mezzogiorno
Nel IX secolo gli Arabi iniziarono a sferrare varie incursioni nel Mediterraneo occidentale, invadendo nell'827 la Sicilia bizantina su invito del traditore bizantino Eufemio, che probabilmente con l'aiuto degli Arabi voleva ritagliarsi un dominio personale sull'isola; le sue speranze vennero disilluse e gli Arabi si sbarazzarono ben presto del traditore. Nonostante venissero sconfitti più volte, i Bizantini riuscirono a resistere alla progressiva conquista islamica dell'isola per ben settantacinque anni: infatti gli Arabi completarono la conquista della Sicilia solo nel 902, con la capitolazione di Taormina.
Mentre gli Arabi erano ancora impegnati nella conquista della Sicilia, sferrarono alcune incursioni nel Mezzogiorno, inserendosi nelle contese tra gli Stati minori. Infatti i signori degli staterelli del Mezzogiorno decisero di fare largo uso di mercenari arabi nelle lotte con gli Stati confinanti, e gli Arabi decisero di approfittarne saccheggiando le terre del signore che dovevano appoggiare e impadronendosi delle terre contese dai belligeranti. Preoccupato per le incursioni arabe, l'imperatore d'Oriente Teofilo cercò l'alleanza con l'imperatore d'Occidente Ludovico il Pio e con Venezia, ma senza risultati. Quando però Roma fu assaltata dagli islamici, l'Imperatore carolingio Lotario I decise di intervenire inviando il re d'Italia suo figlio Ludovico II a combattere gli infedeli. Questi liberò Benevento dagli Arabi e fece in modo che i due contendenti al principato di Benevento si spartissero il dominio: il principato si divise dunque in due principati, quello di Benevento e quello di Salerno (849), ed entrambi i principi vennero costretti a non far più uso di mercenari arabi.
Tuttavia, sotto la dinastia macedone (867-1056), Bisanzio riuscì a recuperare terreno in Puglia, Basilicata e Calabria. Nell'876 Bisanzio riprese possesso di Bari e nell'885-886, edificarono in suo onore addirittura una chiesa. L'imperatore Leone VI in un manuale militare lodò Niceforo come esempio di come si dovrebbe comportare un generale nel riorganizzare un territorio recentemente conquistato.
I suoi successori, seppur vittoriosi, non furono altrettanto generosi e quando i Bizantini riuscirono nell'impresa di conquistare Benevento (891), che divenne per pochi anni la sede dello stratego bizantino, gli abitanti della città vessati dalla dominazione bizantina chiesero aiuto al marchese di Spoleto che sconfisse gli imperiali scacciandoli dalla città (895). Tale insuccesso fu sicuramente il frutto della politica errata di Bisanzio, che aveva alienato la popolazione beneventana, ma non intaccò l'influenza bizantina nel Mezzogiorno, che ora, a causa del crollo dell'Impero carolingio, si estendeva indirettamente persino sui principati longobardi, i cui principi usavano titoli di corte bizantini e riconoscevano, almeno in linea di principio, la superiorità bizantina.
Nel X secolo i territori bizantini dovettero subire numerose incursioni da parte degli Arabi e attacchi da parte dei principi longobardi e anche varie rivolte interne in Puglia. Quando salì sul trono di Germania Ottone I, che fondò il Sacro Romano Impero Germanico, questi si fece incoronare Imperatore dal Papa e attaccò i possedimenti bizantini nel Mezzogiorno. Ne seguì una lunga lotta, intervallata da tentativi di pace in cui Ottone tramite i suoi messi chiedeva a Bisanzio il riconoscimento del titolo di Imperatore, il matrimonio tra suo figlio Ottone II e una principessa porfirogenita bizantina e la cessione al Sacro Romano Impero dell'Italia meridionale.
Finché regnò a Costantinopoli Niceforo II Foca (nipote del generale Niceforo Foca), gli ambasciatori fallirono nel tentativo e in qualche caso vennero anche arrestati per insulti (come chiamare Niceforo "Imperatore dei Greci" invece di "Imperatore dei Romani"). Il successore di Niceforo, Giovanni I Zimisce, si mostrò invece propenso a giungere a un accordo di pace e acconsentì a dare in sposa a Ottone II la principessa bizantina Teofano e a riconoscere all'Impero d'Occidente la sovranità su Capua e Benevento; in cambio Ottone I rinunciava alle sue pretese sui territori bizantini del Sud Italia.

Mappa dell'Italia meridionale verso l'anno 1000

Sotto il regno di Basilio II (976-1025) i territori bizantini dell'Italia meridionale subirono numerose incursioni arabe, che però vennero respinte. Con il pretesto di difendere il Mezzogiorno bizantino dagli Arabi, l'imperatore del Sacro Romano Impero Ottone II invase l'Italia meridionale bizantina ma, giunto in Calabria, subì una disfatta contro gli Arabi a cui riuscì a stento a fuggire, rischiando persino di essere portato come ostaggio a Costantinopoli (983). Il fallimento della spedizione ottoniana favorì i Bizantini contro gli Arabi perché questi ultimi, danneggiati dall'attacco di Ottone II, si ritirarono temporaneamente nelle loro basi in Sicilia. Tuttavia continuarono sporadicamente ad attaccare le coste dell'Italia meridionale. Bisanzio provò a risolvere il problema alleandosi con Venezia la cui flotta liberò Bari dall'assedio arabo (1004).
Oltre alle incursioni dei Saraceni, Bisanzio doveva temere anche le rivolte delle popolazioni locali. Nel 1009 Melo organizzò una rivolta anti-bizantina a Bari, episodio mitizzato dalla storiografia italiana come uno dei tentativi di indipendenza italiana dall'oppressore straniero. La rivolta comunque fallì e Melo fu costretto a fuggire a Capua dove assoldò al suo servizio guerrieri mercenari normanni che vennero utilizzati contro i Bizantini. Tuttavia i Normanni vennero sconfitti nella battaglia di Canne (1018) dalle forze bizantine comandate dal catapano bizantino Basilio Boianne e Melo fuggì in Germania alla corte di Enrico II per spingerlo ad aggredire i possedimenti bizantini nel Mezzogiorno. Enrico II intraprese la sua spedizione nel 1021 forte di 60 000 uomini ma dopo aver tentato di assediare inutilmente Troia per tre mesi fu spinto dal caldo e dalla dissenteria a ritornare in patria.
La sconfitta di Melo aveva portato al consolidamento della potenza bizantina in Italia meridionale, che sotto la guida energica del catapano Basilio Boianne aveva espanso i suoi confini pugliesi fino al fiume Fortore. Nel 1025 inoltre l'Imperatore Basilio II, distruttore dell'Impero bulgaro, decise di condurre di persona una spedizione in Sicilia contro gli Arabi: perì tuttavia in quell'anno e l'impresa fu tentata, con iniziale successo ma con fallimento finale, nel 1037-1043 dall'abile generale Giorgio Maniace. Proprio verso la fine della spedizione in Sicilia, tuttavia, i Normanni iniziarono a espandersi a danni dei Bizantini e nell'arco di trent'anni riuscirono a cacciare definitivamente i Bizantini dall'Italia (1071).

## Basso Medioevo

### La lotta per le investiture: Enrico IV e Gregorio VII (1073-1122)

Enrico IV di Franconia penitente davanti a Ugo di Cluny e Matilde di Canossa durante la cosiddetta "umiliazione di Canossa"

La posizione ambigua dei vescovi-conti, vassalli dell'imperatore che avevano anche cariche religiose, creati da Ottone I, portò il papato e l'impero a scontrarsi su chi li avrebbe dovuti nominare. Il Papato reclamava per sé il diritto di nominarli, in quanto vescovi mentre l'impero reclamava lo stesso diritto, in quanto vassalli. Alle origini della disputa, chiamata lotta per le investiture, vi era anche il Privilegium Othonis del 962, una legislazione secondo la quale l'elezione del Pontefice sarebbe dovuta avvenire soltanto col consenso dell'Imperatore. Nel 1059 il Concilio Lateranense abolì questa legislazione.
La lottà entrò nel vivo con l'imperatore Enrico IV e il papa Gregorio VII. Quest'ultimo pubblicò probabilmente nel 1075 il Dictatus Papae, documento dalla natura incerta nel quale sosteneva che solo il Papa può nominare e deporre i vescovi. Enrico continuò nella sua politica e anzi, alle minacce di scomunica, convocò un sinodo a Worms nel quale dichiarava il Papa deposto. Gregorio rispose scomunicando l'imperatore e dispensando quindi i suoi sudditi dal dovere di servirlo. Preoccupato da una rivolta di baroni che avevano approfittato della sua scomunica, Enrico si recò a Canossa dove il Pontefice si era rifugiato, presso Matilde di Canossa, e si umiliò pubblicamente invocando il perdono del Pontefice che ottenne (vedi: umiliazione di Canossa).
La lotta riprese nel 1080 quando Enrico venne di nuovo colpito da scomunica. Egli nominò subito un antipapa (Clemente III) e scese in Italia occupando Roma, ma il normanno Roberto il Guiscardo, alleato col Papa, lo costrinse alla ritirata. L'intervento normanno si tradusse, però, in un saccheggio e Gregorio VII fu costretto a seguire il Guiscardo a Salerno, dove morì nel 1085.
Il contenzioso continuò tra i successori del Papa e dell'Imperatore fino al 1122 quando, anche grazie al ruolo di mediatrice assunto da Matilde di Canossa, che sarà incoronata Vicaria Imperiale d'Italia per mano di Enrico V nel 1111 presso il Castello di Bianello (Quattro Castella), le due parti firmarono il concordato di Worms. Le lotte tra papa e imperatore erano però ben distanti dalla fine.

### La Chiesa riformata

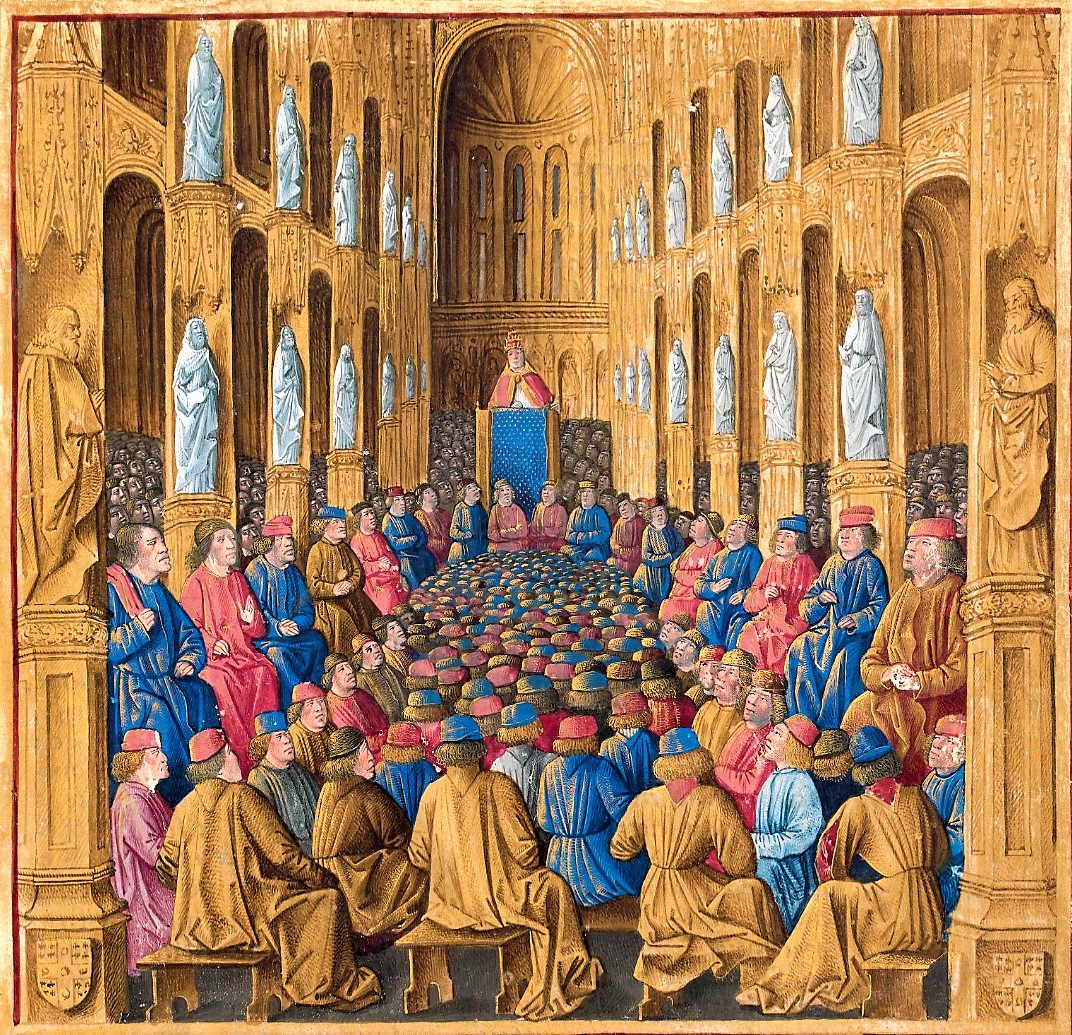
L'appello di Urbano II al Concilio di Clermont da cui scaturirà la prima crociata

Nell'XI secolo l'ufficio del papa era in piena decadenza, conteso fra le sanguinarie famiglie romane e i tentativi moderati dell'imperatore. Ma si rivelò altrettanto difficile governare le città italiane. Pavia si ribellò a Enrico II (1002-1024) che fu l'ultimo esponente della casa dei Sassoni. A lui succedette Corrado II di Franconia (1027-1039) contro cui si ribellarono i valvassori della Lombardia, guidati dal vescovo Ariberto d'Intimiano. Nel 1037 Corrado fu così costretto a concedere anche ai feudatari minori quello che il Capitolare di Quierzy aveva concesso ai maggiori: l'ereditarietà (Constitutio de feudis).
In questo periodo si levò alta la protesta contro la corruzione e l'abiezione del papato. Se da una parte ci furono movimenti religiosi di stampo pauperistico ed eremita - come quello di San Romualdo - dall'altra ebbe molta fortuna il nuovo monachesimo cluniacense, che si nutriva solo delle donazioni dei feudatari, ma che proponeva uomini di grande autorità morale, di spessa cultura e abili capacità politiche e amministrative. Più tardi nacquero l'ordine dei monaci certosini e quello dei cistercensi, che puntavano l'attenzione alla vita solitaria e contemplativa, e che si diffusero a macchia d'olio. Anche gli abitanti delle città si opponevano alla corruzione del clero, biasimando in particolar modo la simonia, cioè la compravendita delle cariche, e il nicolaismo, cioè la pratica del concubinaggio, dando vita al movimento dei "patari", movimento che fornì alla Chiesa anche il papa Alessandro II (1061-1073).
Nel frattempo papa Urbano II (1088-1099), di fronte anche alle richieste di aiuto dell'imperatore bizantino Alessio I Comneno (il cui Impero era minacciato dai Turchi, che avevano conquistato tutta l'Anatolia bizantina), stimolò i cavalieri occidentali affinché liberassero la Terra Santa dagli Infedeli islamici. I cavalieri crociati, dopo aver conquistato e consegnato all'Imperatore di Bisanzio parte dell'Anatolia, crearono vari regni crociati in Siria e in Palestina e infine conquistarono Gerusalemme (1099).

### I Normanni nell'Italia meridionale (1030-1189)

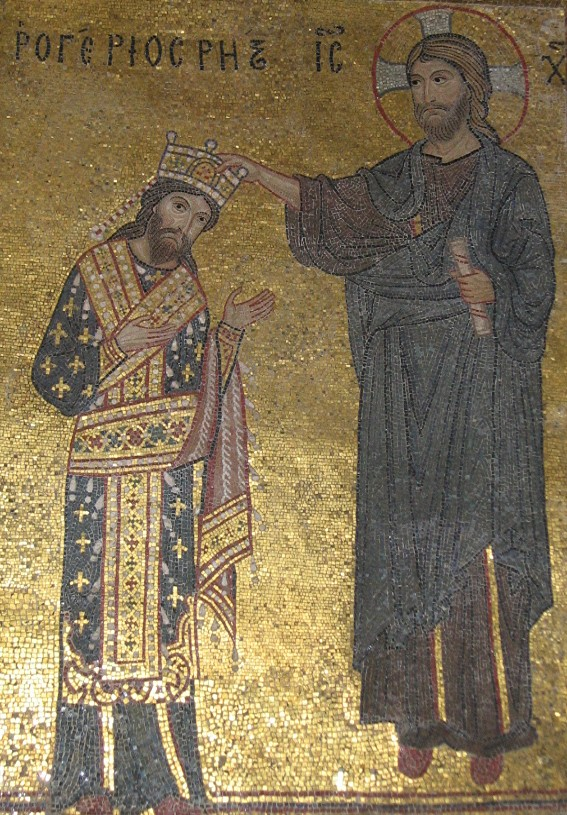
Mosaico rappresentante Ruggero II incoronato da Gesù re di Sicilia

I Normanni, popolo di avventurieri provenienti dalla Normandia, arrivarono nell'XI secolo nel Sud Italia. Aiutando militarmente vari Signori longobardi, in lotta tra di loro, riuscirono ad avere i primi possedimenti, prime tra tutte la Contea di Ariano nel 1022, la Contea di Aversa nel 1030, e la Contea di Puglia nel 1043. Approfittando di una ribellione nella Puglia bizantina scoppiata nel 1038, i Normanni si impossessarono di Melfi (1040) e sconfissero per ben tre volte l'esercito imperiale sopraggiunto per fermare la loro avanzata (1041). Negli anni successivi i Normanni estesero le loro conquiste nella Puglia e nella Lucania e nel 1047 ottennero dall'imperatore tedesco Enrico III il riconoscimento delle conquiste fatte fino in quel momento. L'Imperatore d'Oriente inviò allora in Italia con il titolo di dux Argiro, con il compito di fermare i Normanni più con la diplomazia che con le armi. Non essendo riuscito a corrompere i capi normanni spingendoli a rinunciare alle loro conquiste, Argiro allora cercò un'alleanza con papa Leone IX, anch'egli allarmato dall'espansione normanna. Il loro tentativo di arginare l'invasione normanna risultò però in una sconfitta a Civitate nel 1053 e Argiro, avendo fallito, fu richiamato quasi immediatamente a Costantinopoli.
Negli anni seguenti i Normanni si adoperarono per migliorare i rapporti con il papato ed espansero ulteriormente i loro territori nel Mezzogiorno. Nel 1059 papa Niccolò II nel concilio di Melfi I riconobbe i territori normanni e affidò a Roberto il Guiscardo il titolo di duca di Puglia, Calabria e di Sicilia, nonostante l'isola fosse allora ancora sotto il controllo degli Arabi. Nello stesso anno Roberto il Guiscardo completò la conquista della Calabria bizantina con le espugnazioni di Reggio e di Squillace e, dopo mesi di assedio, di Catanzaro nella quale, riconosciuta l'importanza del sito dal punto di vista strategico, eresse nel 1060 un forte castello nella parte alta della città.
Tra il 1061 e il 1091 Ruggero I d'Altavilla, fratello di Roberto, iniziò la conquista della Sicilia sconfiggendo a più riprese gli Arabi. Nel 1060 i Bizantini fecero un disperato tentativo di riconquista riprendendo il possesso di alcune città pugliesi ma il ritorno dalla Sicilia del duca normanno vanificò il loro sforzo: il duca di Puglia decise infatti di abbandonare per il momento la conquista della Sicilia per impossessarsi delle ultime città della Puglia ancora in mano bizantina. Nel 1071, infine, gli ultimi baluardi bizantini, Brindisi e Bari, caddero in mano normanna.
Successivamente, tra la fine del XI e la metà del XII secolo, i Normanni sottomisero tutti i principati e i ducati longobardi o formalmente bizantini (ma di fatto indipendenti) del Mezzogiorno, unificando tutto il Mezzogiorno nelle loro mani. Nel 1113 Ruggero II riuscì a riunire nelle sue mani tutti i possedimenti normanni creando uno Stato fortemente accentrato simile per molti versi ai moderni Stati nazionali. Nel 1130 nacque il Regno di Sicilia, per volontà dell'antipapa Anacleto II espressa al concilio di Melfi. I Normanni attaccarono più volte la Grecia bizantina (a partire dal 1081) ma vennero più volte respinti e, sotto la guida dell'imperatore d'Oriente Manuele I Comneno, i Bizantini fecero un ultimo tentativo per riconquistare l'Italia meridionale. Sbarcati in Puglia nel 1155, i Bizantini occuparono rapidamente l'intera Puglia ma vennero poi sconfitti dalla controffensiva normanna che nel 1158 li costrinse nuovamente ad abbandonare, questa volta definitivamente, la Penisola.

### La rinascita economica e la formazione dei Comuni (XI-XII secolo)
Intorno all'XI secolo si ha in Europa la fine delle invasioni: i Magiari sono definitivamente sconfitti, i Saraceni smettono di saccheggiare le coste italiane e i Normanni si stabilizzano in Normandia e nel Sud Italia. A ciò si unisce una generale ripresa demografica e l'introduzione di nuove tecniche agricole come la rotazione triennale delle colture e l'aratro pesante che permettono di avere raccolti più abbondanti. La popolazione tende a trasferirsi dalle campagne alle città che divengono i nuovi centri della società. Si sviluppano l'artigianato e il commercio e conseguentemente la moneta assume un'importanza maggiore. I mercati tendono ad allargarsi e si forma dunque una nuova classe media di mercanti e banchieri che mal si concilia con le istituzioni feudali.
Si registra un rapido sviluppo culturale: è in questo periodo, tra l'altro, che viene fondata la più antica università del mondo occidentale: l'Università di Bologna (1088).
Così molte città del Nord e del Centro Italia tendono a staccarsi dalle istituzioni feudali e a divenire indipendenti dal potere imperiale. È questo il caso di città come Milano, Verona, Bologna, Firenze, Siena, Perugia, Assisi, Ancona e di molte altre che si costituiscono "Liberi Comuni". Inizialmente il comune è retto da un Consiglio generale (spesso chiamato Arengo) che elegge due consoli. Successivamente in molti comuni fu istituito il podestà, una persona, possibilmente straniera, che reggeva il comune e si presumeva essere al di sopra delle parti. Spesso i cittadini si riunivano in corporazioni o arti in modo da tutelare e regolamentare gli appartenenti a una stessa categoria professionale.
Il protrarsi degli scontri tra Impero e Chiesa, la nascita di una borghesia mercantile, i cui interessi si opponevano frequentemente a quelli delle aristocrazie rurali, la lotta delle classi dirigenti urbane per acquisire quote di autonomia sempre più ampie, portò la società comunale del tempo a dar vita a tutta una serie di correnti e schieramenti spesso contrapposti. Particolare rilievo ebbero, a partire dal XII secolo e fino almeno agli ultimi decenni del XIV secolo, le fazioni di guelfi e ghibellini; i primi sostenuti dall'autorità papale, i secondi da quella imperiale.

### La nascita delle repubbliche marinare (1015-1114)

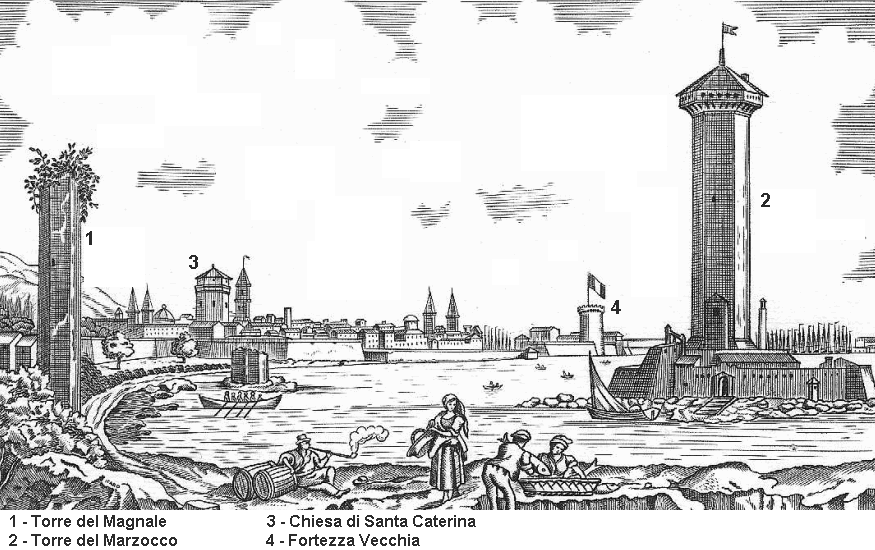
L'antico porto pisano

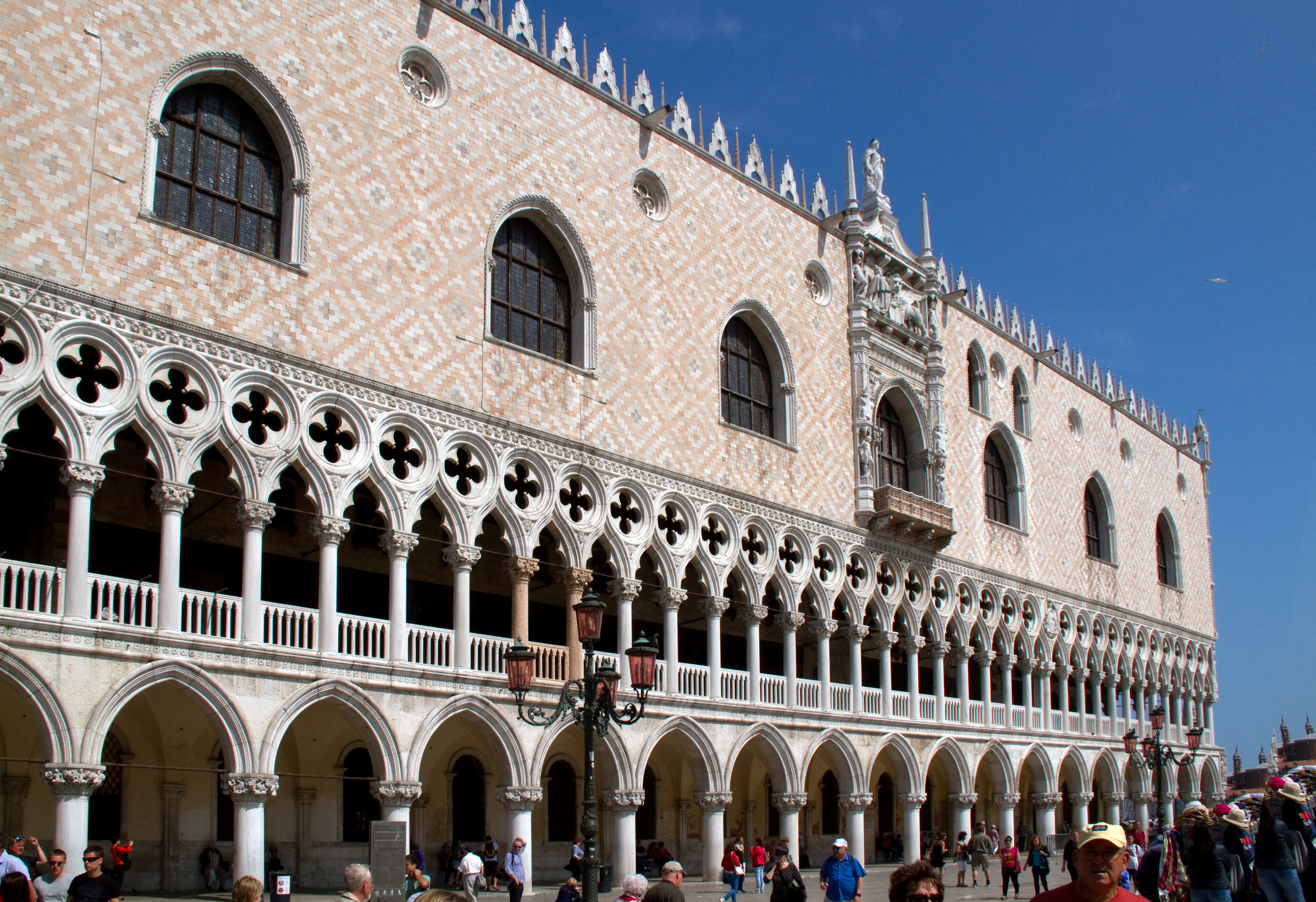
Il Palazzo Ducale di Venezia

Un particolare sviluppo ebbero le cosiddette repubbliche marinare. Le più note sono Amalfi, Venezia, Pisa e Genova, ma oltre a esse ci furono anche Ancona, Gaeta, la piccola Noli e la città dalmata di Ragusa, allora in ambito culturale-politico italiano.
Amalfi e Gaeta godevano già di una fiorente economia e di un'autonomia politica considerevole nell'Alto Medioevo; Ragusa iniziò ad affermarsi nei mari più tardi, soprattutto con l'esaurirsi delle razzie corsare musulmane, dopo il X secolo. Nel secolo successivo anche Genova, Pisa e Ancona poterono affermarsi, con il declino del potere regale (formalmente esse erano sotto la corona del Regno d'Italia che apparteneva all'Imperatore germanico).
Il prosperare di nuovi porti in alcuni casi era frenato dal punto di vista della dinamica socio-economica da un forte potere centrale, come a Salerno, Napoli, Bari e Messina.
Già all'inizio del IX secolo i porti campani avevano una moneta propria, derivata dal tarì arabo (a testimoniare come il mondo musulmano fosse il mercato al quale essi guardavano). Ma fu a Venezia che poterono svilupparsi traffici di grande portata: grazie a una rete finanziaria, produttiva e commerciale i Veneziani crearono un vero e proprio impero economico.
La navigazione sull'Adriatico fu sicura fin dal IX secolo e permise alla Repubblica di Venezia e a quelle di Ancona e Ragusa lo sfruttamento di rotte che andavano da Costantinopoli, alla Siria e la Palestina, al Nordafrica e alla Sicilia. I Veneziani, nonostante i reiterati divieti papali, commerciavano con gli Arabi, comprese quelle merci proibite quali armi, legname, ferro e schiavi (provenienti soprattutto dalle popolazioni slave di Croazia e Dalmazia, tanto che da "slavo" - e dal mediolatino creolo "sclavum*" - derivò poi la parola "schiavo"). Contemporaneamente Genova e Pisa iniziavano a emergere con politiche autonome.
Durante il XII secolo vi fu un profondo mutamento, che portò la navigazione a essere il metodo di spostamento più comodo e usato: ne è prova il fatto che dalla terza e dalla quarta crociata in poi le truppe si mossero solo via mare, non perché le vie terrestri fossero diventate più insicure o lunghe (lo erano anche prima), ma perché ormai la nave era il mezzo più diffuso.
I numerosi conflitti che sorsero tra le città marinare scaturivano spesso da questioni commerciali in oltremare. Per esempio Pisa e Genova furono inizialmente alleate contro i Saraceni, ma la rivalità su chi dovesse avere l'egemonia in Corsica e in Sardegna compromise inevitabilmente i loro rapporti.
Nei porti più importanti le repubbliche marinare avevano propri quartieri, con empori, fondachi, cantieri navali e arsenali; essi erano meta delle piste carovaniere e punto di partenza delle navi ricche di preziosi carichi diretti in Europa. Le città marinare italiane spesso diressero le crociate dirottando gli sforzi verso l'apertura di rotte commerciali a esse propizie: emblematico è il caso della conquista di Costantinopoli del 1204, attuata dai Veneziani sfruttando le forze della quarta crociata, ma anche con la quinta crociata pisani e genovesi fecero puntare sui ricchi porti egiziani di Alessandria e Damietta per fondarvi colonie commerciali. Genova riuscì anche, grazie all'appoggio della dinastia bizantina dei Paleologi a estendere le proprie rotte oltre il Bosforo, nel Mar Nero dove entravano in contatto con i Mongoli dell'Orda d'oro e con i principati russi, verso i quali convergevano vie fluviali e carovaniere dal Baltico e dall'Asia centrale. Laggiù inoltre potevano acquistare il grano ucraino che riforniva l'Occidente. Alla fine del Duecento, con la battaglia della Meloria (1284) e quella di Curzola (1298) i genovesi batterono rispettivamente i pisani e i veneziani, assicurandosi, almeno apparentemente, un dominio mediterraneo.

### I primi secoli dei Giudicati Sardi (X - XII secolo)

Giudicati sardi.

Sotto le mire ora di Bisanzio, ora delle potenze occidentali, la Sardegna del X-XI secolo è coinvolta in un originale fenomeno politico-geografico: allentatasi progressivamente l'influenza bizantina nel bacino del Mediterraneo Occidentale, l'isola tirrenica si ritrova a doversi gestire autonomamente, isolata dal continente a causa del controllo marittimo ormai prerogativa degli stati musulmani. Già assegnata ad un luogotenente in epoca bizantina, nel X secolo la Sardegna era sotto la reggenza di un unico arconte o dux, per riaffiorare poi nei documenti del 1015-1016, (quando il papato chiede l'ausilio delle repubbliche marinare di Pisa e Genova contro l'invasione della Sardegna da parte di Mughaid), già divisa in quattro entità statuali indipendenti: i Giudicati. I quattro Giudicati di Cagliari (o Pluminos), Arborea, Torres (o Logudoro) e Gallura, furono retti da quattro judices, provenienti probabilmente da rami della stessa famiglia originaria.
Barisone I d'Arborea fu il primo dei giudici sardi a tentare militarmente e diplomaticamente l'annessione di tutti i territori dell'isola al suo regno, facendosi dichiarare Rex Sardiniae il 10 agosto 1164 nella Basilica di San Siro a Pavia da Federico Barbarossa.
Proprio i quattro giudicati, entreranno progressivamente dal XII secolo, attraverso donazioni, concessioni e legami dinastici, nelle mire espansionistiche delle Repubbliche Marinare di Genova e soprattutto Pisa, che ne farà perno della propria egemonia nel Mediterraneo occidentale, godendo delle copiose rendite agricole (grano) e minerarie (argento, piombo, ferro).

### Federico Barbarossa e la lotta con i comuni (1152-1189)

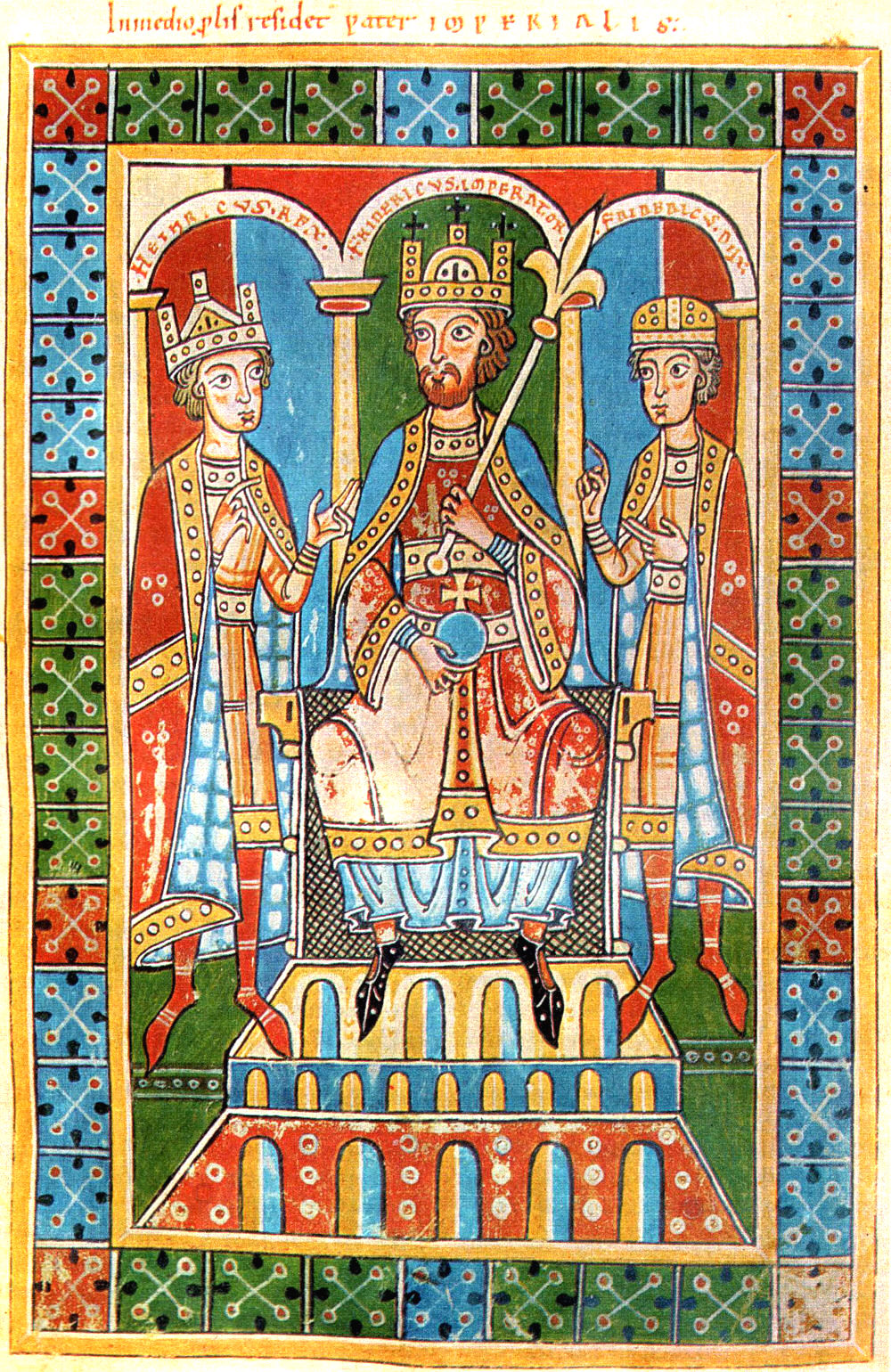
Miniatura di Federico I Barbarossa

Nel 1152 fu incoronato imperatore del Sacro Romano Impero Federico I Hohenstaufen detto Barbarossa. Egli tentò di attuare una politica di restaurazione dell'antico potere imperiale venendo inevitabilmente in conflitto con il papato e con i comuni del nord Italia che si erano guadagnati vaste autonomie.
In due diete, presso Roncaglia nel 1154 e nel 1158 egli afferma gli antichi privilegi feudali sulle città che si erano rese di fatto indipendenti e ordina che siano ricondotte di nuovo sotto il potere imperiale. Per attuare questo programma manda dei messi imperiali in molti Comuni del nord Italia. In molte cittadine questi messi vengono scacciati provocando così la durissima reazione del Barbarossa che distrugge Crema (1159) e assedia Milano, aiutato da varie città lombarde come Como, Cremona e Pavia che colgono l'occasione di danneggiare la potente rivale. Dopo due anni d'assedio nel 1162 Milano fu costretta alla resa e rasa al suolo dalle forze imperiali. Il Barbarossa, inoltre, tentò con due assedi (1167 e 1173) la presa di Ancona, però senza mai riuscirvi.
Intanto nel 1159, tentando di influire nella nomina del successore di papa Adriano IV, si era inimicato il papato dando inizio a una nuova lotta. Federico nominò un antipapa (Vittore IV) in opposizione a quello scelto dai cardinali romani. Intanto si cominciano a formare leghe anti-imperiali tra i Comuni, appoggiate anche dal papato e da Venezia. Nel 1167 le due principali leghe anti-imperiali, capeggiate da Verona e da Cremona si fondono per formare la Lega lombarda. Contro di questa nel 1174 Federico Barbarossa scese di nuovo in Italia ma fu sconfitto rovinosamente nella Battaglia di Legnano (29 maggio 1176) che segnò la definitiva sconfitta dell'imperatore che nella pace di Costanza (1183) si vide costretto a riconoscere ampie autonomie ai Comuni.

### Il Meridione dagli Svevi alla Guerra del Vespro (1189-1302)

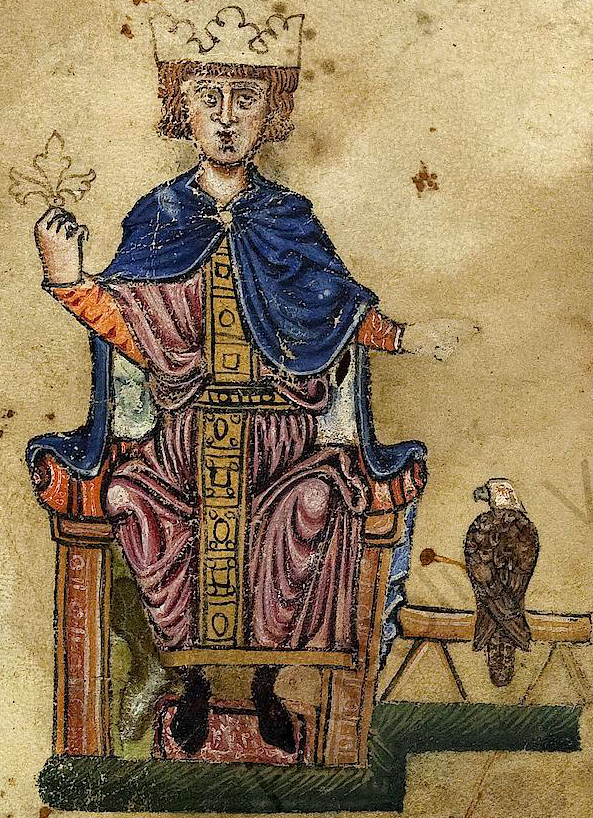
L'imperatore Federico II di Svevia, miniatura dal suo trattato De arte venandi cum avibus

Se la politica del Barbarossa aveva fallito miseramente nei comuni Italiani egli riuscì, tramite un'accorta politica matrimoniale, ad insediare sul trono del Regno di Sicilia suo figlio Enrico VI costituendo così un'unità territoriale che andava dal Sud Italia alla Germania, chiudendo in una morsa il papato. All'improvvisa morte di Enrico nel 1197 il figlio di questi, Federico, fu preso in tutela dal pontefice Innocenzo III che sperava di farne un fedele alleato del papato e che si adoperava per restaurarne il potere. Salito al trono del regno di Sicilia e dell'Impero nel 1220 Federico II continuò la politica accentratrice dei sovrani normanni firmando nel 1231 le Costituzioni di Melfi che accentravano il potere nelle mani del sovrano e riducevano la potenza dei feudatari.
Scomunicato da Gregorio IX per il mancato adempimento della promessa di una Crociata in Terra santa, partì alla volta di Gerusalemme dove però riuscì a ottenere grosse concessioni per i cristiani con l'uso della diplomazia. Sfruttando l'evento, che appariva come uno scandalo, il pontefice riuscirà a costituire una lega anti-imperiale alla quale presero parte anche i Comuni italiani. La lotta andrà avanti tra alterne vicende fino alla morte dell'imperatore nel 1250.
Il papa, approfittando della situazione, cercò di insediare al trono del Regno di Sicilia Carlo d'Angiò, fratello del re di Francia. Carlo trovò però l'opposizione di Manfredi, figlio di Federico II che inizialmente ottenne una serie di successi, tanto che il partito ghibellino si affermò in molti comuni italiani, primo tra tutti Firenze: le milizie guelfe della città furono sconfitte a Montaperti (1260) dai Senesi, ghibellini, aiutati dalle truppe dello stesso Manfredi. Egli fu tuttavia sconfitto pesantemente a Benevento da Carlo d'Angiò provocando un improvviso crollo del partito ghibellino in tutta Italia.
La dominazione Angioina impose tasse potenti e mise in posti di comando numerosi baroni francesi, alienandosi presto le simpatie del popolo, che nel 1282 diede inizio a Palermo a una sanguinosa rivolta (Vespri siciliani). I rivoltosi chiamarono in loro aiuto Pietro III d'Aragona, che aveva sposato la figlia di Manfredi. Ebbe così inizio la cosiddetta Guerra del Vespro che si concluse soltanto nel 1302 con la Pace di Caltabellotta, in seguito alla quale la Sicilia sarebbe passata a un ramo cadetto della Casa d'Aragona. La parte continentale (Regno di Napoli) restò invece sotto la dominazione Angioina.

### Firenze e i comuni toscani (1182-1302)

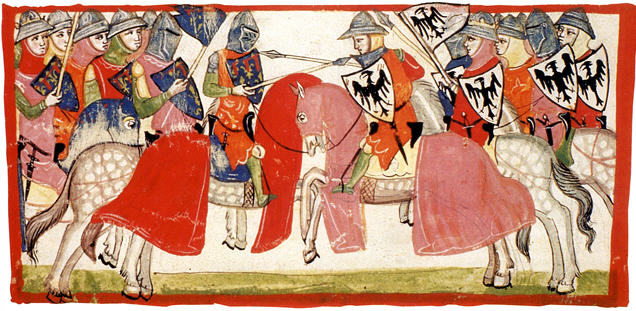
Battaglia di Benevento tra guelfi e ghibellini

I primi comuni a svilupparsi in Toscana furono Pistoia con lo Statuto dei consoli del Comune di Pistoia del 1117, Lucca, Siena e Pisa. Lucca si era arricchita commerciando la lana con la Francia, Siena grazie alla sua posizione sulla via Francigena che portava i pellegrini dal Nord Europa a Roma. Inoltre si erano sviluppate le banche, come quella create dai Salimbeni.
Tra queste si va affermando, nei primi decenni del XIII secolo la città di Firenze, inizialmente centro economico secondario. Governata prima dagli aristocratici ghibellini, passò nel 1250 nelle mani dei guelfi. Nel 1260, come si è detto, i ghibellini fuoriusciti alleati con Siena e con Manfredi sconfissero i fiorentini a Montaperti e restaurarono il dominio aristocratico della città. Ma quando nel 1266 Manfredi fu sconfitto nella battaglia di Benevento la città passò definitivamente ai guelfi.
Firenze iniziò allora una politica di prepotente espansionismo, sconfisse nel 1269 Siena e nella battaglia di Campaldino (1289) inflisse una clamorosa sconfitta ad Arezzo. Pistoia venne sottomessa dopo undici lunghi mesi di assedio nel 1306 e nel 1293 anche Pisa dovette adattarsi all'egemonia fiorentina.
Alla fine del XIII secolo ripresero le lotte interne tra i Guelfi Bianchi sostenuti dalla famiglia dei Cerchi e i Guelfi Neri, sostenuti dai Donati. Il conflitto sfociò in una guerra civile esplosa nella frenetica città di Pistoia trasportata poi nel cuore della città di Firenze che si concluse nel 1302, con l'intervento del papa Bonifacio VIII con l'esilio dei Bianchi (tra cui anche Dante Alighieri). A questo periodo risale anche la riforma di Giano della Bella che aumentava il numero delle Arti e istituiva il Gonfaloniere di Giustizia, rappresentante del popolo posto a salvaguardia degli interessi dei ceti più umili.

### La rinascita culturale nei Comuni
(Konrad Burdach, Dal Medioevo alla Riforma, tratto dalla Grande Antologia Filosofica, Marzorati, Milano, 1964, vol. VI, pagg. 213-214.)
 Sul piano culturale, sullo sfondo della rivalità tra guelfi e ghibellini, si era andato sempre più ridestando un sentimento nazionale di avversione alle ingerenze tedesche, animato dal ricordo dell'antica grandezza di Roma, e sostenuto dal fatto che i Comuni, la cui vita civile ruotava attorno all'edificio della Cattedrale, trovavano nell'identità spirituale rappresentata dalla Chiesa, idealmente erede delle istituzioni romane, un senso di comune appartenenza. 

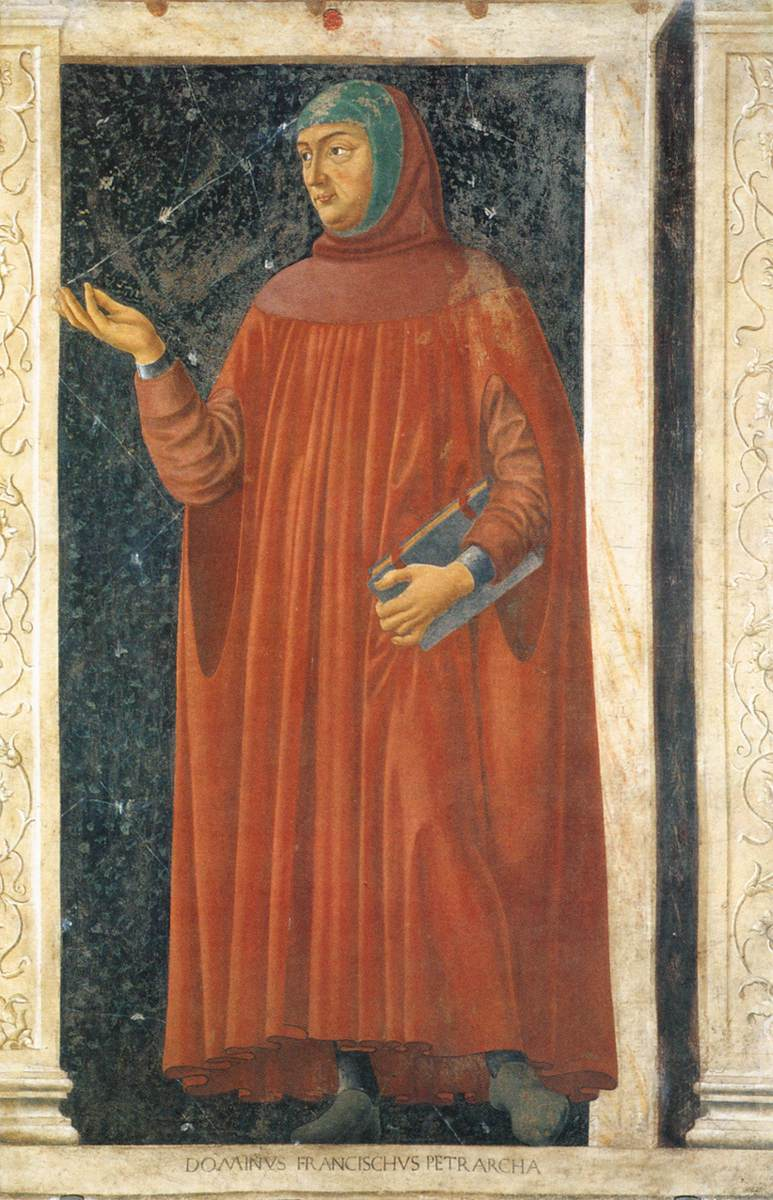
Francesco Petrarca in un affresco del XV secolo

Durante il XIII e il XIV secolo, parallelamente a una generale ripresa economica, si ebbe una rinascita culturale notevole che portò alla formazione della lingua italiana volgare. Tra coloro che contribuirono a questa rinascita ricordiamo Iacopone da Todi che scrisse delle famose Laude e soprattutto Francesco Petrarca che affiancò a varie opere scritte in latino alcune importanti composizioni in volgare italiano tra cui il Canzoniere. Petrarca in particolare fu promotore di una riscoperta del classicismo che sarà proseguita dagli intellettuali rinascimentali.
In quegli anni si sviluppò a Firenze una nuova corrente culturale: il Dolce stil novo, che rappresentava per certi versi la continuazione e l'evoluzione del vecchio Amor cortese dei romanzi cavallereschi. I principali esponenti di tale corrente furono Guido Cavalcanti, Guido Guinizzelli, e soprattutto Dante Alighieri che rivoluzionò in modo profondo la letteratura italiana e che produsse opere come la Vita Nova e la Divina Commedia, universalmente riconosciuta come uno dei capolavori letterari di ogni tempo e che viene ancora oggi studiata approfonditamente nelle scuole italiane.
Da ricordare è anche il contributo del fiorentino Giovanni Boccaccio che scrisse il Decameron. In questa opera egli racconta di alcuni giovani che per fuggire alla peste si rifugiano nelle campagne vicino a Firenze, e delle cento storie, molto spesso a carattere faceto, da raccontare per passare il tempo. Anche il Decameron è da annoverare tra le più grandi opere della letteratura italiana e, al pari delle altre sopra indicate, contribuì alla nascita di un volgare italiano, o più propriamente, di un dialetto fiorentino che sarebbe poi diventato la base dell'attuale lingua italiana.
Forte è anche la fioritura dell'arte, con artisti come Giotto, Duccio di Buoninsegna, Simone Martini, Arnolfo di Cambio e Jacopo della Quercia. Anche qui Firenze (affiancata comunque dalle altre città toscane) si dimostra un centro culturale attivo oltre che un centro politico importante.

### L'affermazione delle signorie nel nord Italia (1259-1412)

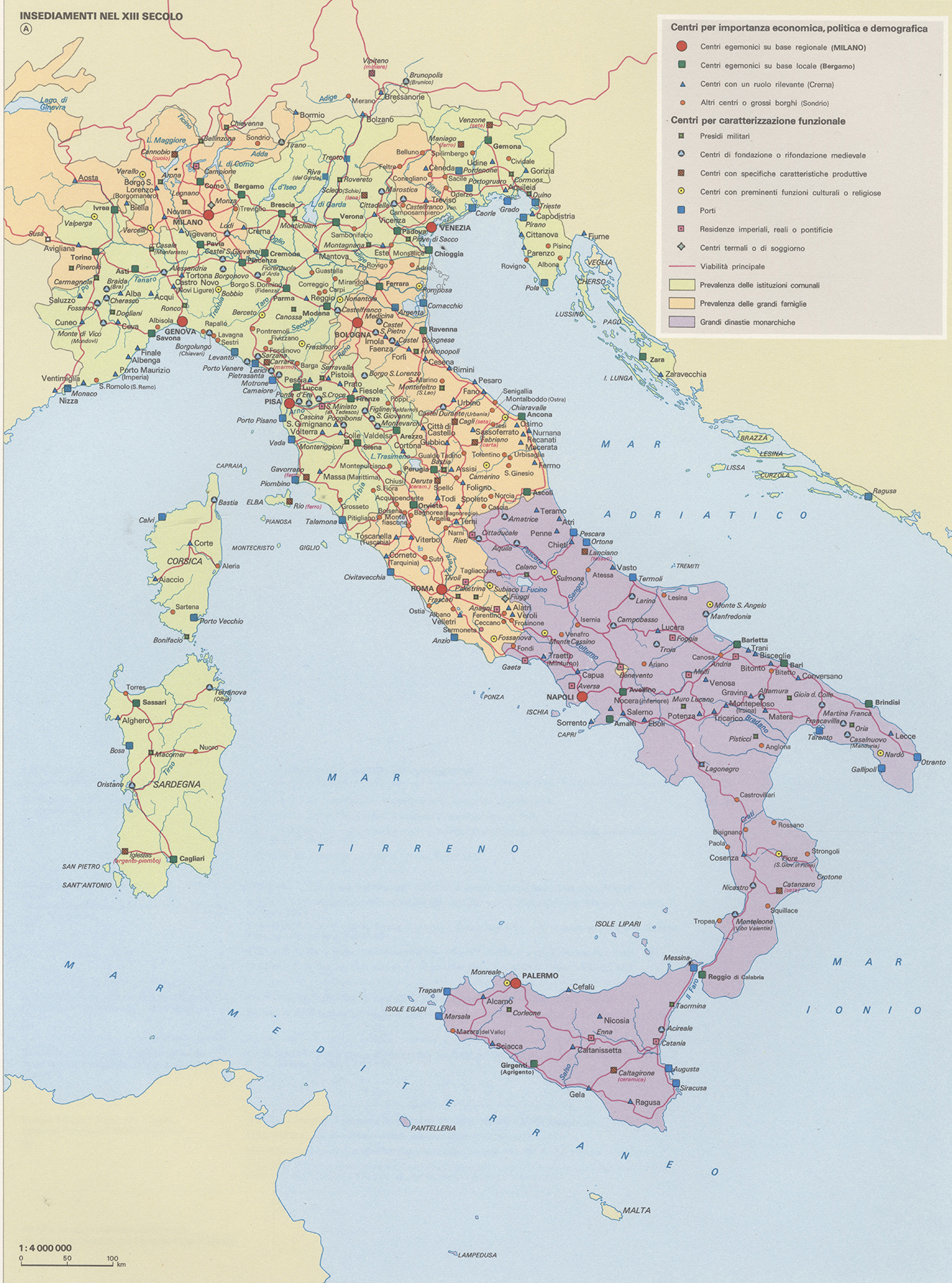
Situazione degli insediamenti nel XIII secolo

Le Signorie furono l'evoluzione istituzionale di molti comuni urbani dell'Italia centro-settentrionale attorno alla metà del XIII secolo.
Esse si svilupparono a partire dal conferimento di cariche podestarili o popolari ai capi delle famiglie preminenti, con poteri eccezionali e durata spesso vitalizia. In tal modo si rispondeva all'esigenza di un governo stabile e forte che ponesse termine all'endemica instabilità instituzionale ed ai violenti conflitti politici e sociali, soprattutto tra magnati e popolari.
I signori più forti e ricchi riuscirono quindi ad ottenere la facoltà di designare il proprio successore, dando così inizio a dinastie signorili attraverso la legittimazione dell'imperatore, che concedeva il titolo di Duca (spesso dietro forti compensi da parte dei Signori). Rimanevano tuttavia funzionanti le istituzioni comunali, sebbene spesso si limitassero a ratificare le decisioni del Signore.
Inizialmente, le Signorie si presentarono come "cripto-Signorie", cioè delle "Signorie nascoste"; infatti, queste non erano delle istituzioni legittime di cui il popolo conosceva gli aspetti, ma erano appunto "nascoste". Vengono cosiddette poiché si aggiunsero alle istituzioni comunali senza mostrarsi apertamente e senza mostrare cambiata l'istituzione vigente. Con questa Signoria ancora in ombra (ma già forte) salirono al potere molti avventurieri, ma soprattutto famiglie di antica nobiltà feudale. Queste, dopo aver governato per una o due generazioni, decisero di legittimare il loro potere e di renderlo ereditario. Nel XIV secolo ottennero il titolo di vicario imperiale e tra il XIV e il XV secolo i titoli di duca e marchese. L'assegnazione di questi titoli è indice della stabilizzazione dei poteri signorili. In quel tempo, nell'Italia settentrionale, gli imperatori tedeschi pretendevano la sovranità feudale. Tuttavia, già dalla seconda metà del Trecento, questi non riuscivano a governare le regioni settentrionali. Così si rese possibile l'affermazione delle Signorie.
Alla fine le Signorie si evolsero in Principati con dinastie ereditarie. Ciò avvenne quando i Signori, riconoscendo l'imperatore e pagando una quantità di denaro, vennero legittimati e riconosciuti come autorità da sudditi e principi. Questo cambiamento fu reso possibile grazie all'incapacità dei sovrani tedeschi di mantenere l'ordine nell'Italia del nord e grazie alla poca difficoltà che i Signori incontravano per essere riconosciuti come autorità legittima.
Va infine osservato che, in diverse situazioni, i signori trovarono anche l’appoggio di ceti minori e medi, a lungo schiacciati agli interessi dei mercanti e dei banchieri, che in molti comuni italiani formavano una delle componenti principali della classe dirigente. Infatti, molto spesso, il popolo cercò nel signore una figura che garantisse tranquillità interna, amministrazione efficiente e favorisse gli interessi espansionistici di artigiani e piccoli mercanti.
Il trasferimento della sede papale da Roma ad Avignone, nel 1305, pose le basi per lo sviluppo nello Stato della Chiesa e in particolare nelle Marche e nella Romagna di signorie, quali i Malatesta, i Da Polenta, gli Ordelaffi e i Manfredi. Più o meno contemporaneamente, nella Pianura Padana, si affermarono potenti signorie, come i Visconti a Milano, gli Scaligeri a Verona, i Gonzaga a Mantova e gli Estensi a Ferrara.
Tali signori crearono servizi amministrativi e un sistema fiscale più efficienti, dotati di una sviluppata burocrazia, e in grado di garantire, ad alcuni di essi, maggiori risorse, grazie alle quali era possibile progettare un’egemonia non solo regionale. Gli Scaligeri, con Mastino II della Scala, riuscirono a controllare non solo buona parte del Veneto, ma anche Brescia, Parma e Lucca, ma furono poi ridimensionati dalle sconfitte subite a opera di una lega formata da quasi tutte le signorie e i comuni dell’Italia centrosettentrionale. I Visconti, forti della potenza economica-finanziaria di Milano e delle città lombarde, portarono avanti un analogo programma espansionistico, che gli permise, ai tempi dell’arcivescovo Giovanni Visconti di dominare, con l’esclusione di Mantova, l’intera Lombardia, il Canton Ticino, il Piemonte orientale e una parte di Emilia, arrivando perfino, temporaneamente, a controllare Bologna e Genova.
Con maggior vigore, nella seconda metà del Trecento, Gian Galeazzo Visconti cercò con ogni sforzo di affermare il suo dominio sull’intera Italia centrosettentrionale, infatti, nonostante le numerose leghe ai suoi danni organizzate da Firenze e altri Stati italiani, con una serie di campagne fortunate, riuscì a espandere i suoi territori affermando il suo dominio su buona parte del Veneto, Bologna, Pisa, Siena, Perugia e Assisi e a legittimare la sua signoria con il titolo, ereditario, di duca di Milano, che l’imperatore Venceslao gli concesse nel 1395. Tuttavia, la morte prematura di Gian Galeazzo nel 1402 e i dissidi che scoppiarono tra i suoi successori, ridimensionarono fortemente anche questo tentativo egemonico.
Più tardo fu invece il cammino di Firenze verso la signoria: le lunghe guerre contro i Visconti, e soprattutto le loro conseguenze economiche e sociali, causarono un forte malcontento del popolo medio e minuto della città nei confronti del regime oligarchico che reggeva il comune, che inoltre non godeva di grande compattezza perché erano forti le rivalità tra le famiglie che lo componevano. Nel 1434, Cosimo de’ Medici seppe abilmente sfruttare tali divisioni per affermare il proprio controllo su Firenze, anche se formalmente i Medici mantennero in vita a lungo le vecchie istituzioni ereditate dal comune.

### Il declino del Papato e dell'Impero (1302-1414)
L'importanza dell'impero nel mondo politico medioevale, e in particolare in quello italiano, era notevolmente calata dopo la sconfitta di Federico Barbarossa nella Battaglia di Legnano del 1176 e quella di Manfredi del 1266 a Benevento, che avevano segnato la fine del potere politico dell'impero rispettivamente nel Nord e nel Sud Italia.
Enrico VII di Lussemburgo tentò dopo la sua ascesa al soglio imperiale nel 1308 di restaurare l'antico potere imperiale in Italia trovando però la fiera opposizione del libero comune di Firenze di papa Clemente V e di Roberto d'Angiò. La sua discesa in Italia con la conseguente incoronazione come Imperatore del Sacro Romano Impero (titolo vacante dalla morte di Federico II, durante il cosiddetto grande interregno) rimarrà quindi un gesto puramente simbolico. Nel 1313 muore mentre si trova ancora in territorio italiano deludendo così coloro che avevano sperato in una unificazione del suolo italiano sotto la sua bandiera.
Anche il Papato, l'altra grande istituzione medioevale, attraversa un periodo di crisi. Entrambe queste istituzioni si vedono costrette ad accettare la crescente influenza degli Stati nazionali, supportati dalla sempre più potente classe borghese, e la crisi del sistema feudale. Papa Bonifacio VIII asceso al soglio pontificio nel 1296, cercò di restaurare il potere papale scontrandosi però con Filippo IV il Bello, re di Francia. Nel punto culminante del conflitto Filippo scese in Italia e, con un gesto impensabile qualche secolo prima, imprigionò il Papa ad Anagni (1303) dove sembra che abbia ricevuto addirittura uno schiaffo (schiaffo di Anagni). Nel 1305, Clemente V spostò la sede papale ad Avignone dove resterà per i successivi settanta anni. I papi avignonesi restarono succubi dei re di Francia e non mancarono di destare scandalo tra i loro contemporanei. Nel 1377 si aprì lo Scisma d'occidente in seguito al ritorno a Roma di papa Gregorio XI: alla sua morte infatti i cardinali romani elessero al soglio pontificio Urbano VI mentre i cardinali francesi Clemente VII. Lo scisma si complicò ancor più dopo il Concilio di Pisa (1409) che, nel tentativo di unificare di nuovo la cristianità, elesse un altro Papa. L'Europa si divise tra i seguaci dei due (poi tre) "papi" fino alla definitiva fine dello scisma avvenuta col Concilio di Costanza (1414).
Lo scisma aveva mostrato la debolezza di una istituzione che era stata un punto di riferimento fondamentale nei secoli passati. Così mentre dal punto di vista culturale il papa perdeva un'egemonia quasi millenaria dal punto di vista politico la Cattività avignonese e lo Scisma favorirono il distacco definitivo del Ducato di Urbino, già iniziato sotto Guido da Montefeltro e la nascita per breve tempo di una repubblica romana tra il 1347 e il 1354 guidata da Cola di Rienzo. Questi dopo essersi impadronito del potere tentò di organizzare una repubblica simile a quella romana ma alla fine della sua carriera sconfinò nel delirio e venne linciato dai suoi stessi concittadini che lo avevano sostenuto.

### Il regno di Napoli tra Angioini e Aragonesi (1309-1442)

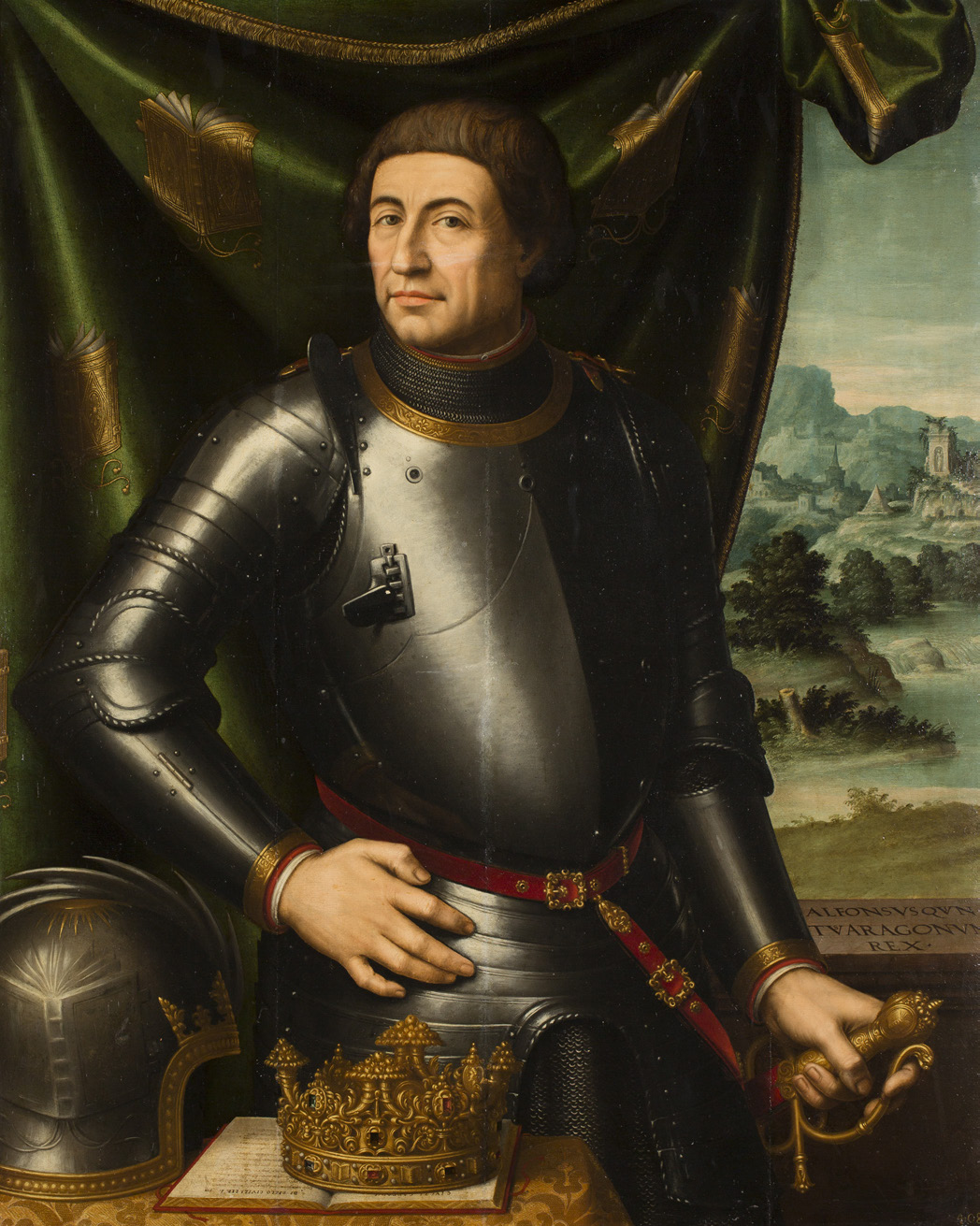
Alfonso I di Napoli

Gli angioini, ottenuto il dominio su tutto il Mezzogiorno d'Italia, esclusa la Sicilia, stanziarono a Napoli la sede del potere regio e conservarono nel nuovo regno l'assetto amministrativo di origine sveva, con giustizierati e universitates. Le ultime regalie del napoletano furono però perse, quali il diritto del sovrano di nominare degli amministratori regi nelle diocesi con sedi vacanti. Con Roberto d'Angiò a Napoli fiorirono le scienze umanistiche: egli istituì una scuola di teologi scolastici e commissionò importanti traduzioni dal greco, da Aristotele a Galeno, per la biblioteca di Napoli. Furono anche gli anni in cui fiorì la cultura greca di Calabria, grazie alla quale il neoplatonismo e la cultura ellenistica entrarono nella tradizione italiana, dal Petrarca a Pico della Mirandola.
Morto Roberto, seguirono anni di incertezze politiche. Scoppiò una guerra di successione fra Giovanna I di Napoli e Carlo di Durazzo, finché il regno non finì per breve tempo nelle mani di Luigi II d'Angiò. Ladislao I infine, figlio di Margherita di Durazzo, riconquistò Napoli e, sfruttando le incertezze politiche, intraprese una guerra contro lo Stato Pontificio e i comuni toscani, arrivando ad occupare buona parte dell'Italia centrale: il Regno di Napoli acquisiva per breve tempo buona parte della penisola italiana.
Nel 1414 però Ladislao morì e il regno tornò presto nei confini originari. Prese il suo posto al trono Giovanna II, l'ultima sovrana angioina nel napoletano; non avendo avuto eredi diretti, Giovanna adottò un aragonese come figlio, Alfonso V d'Aragona, diseredandolo poi del regno, in favore di Renato d'Angiò. Alla morte di costei Alfonso rivendicò il diritto di successione e dichiarò guerra a Napoli. Col sostegno del ducato di Milano in breve tempo tutto il Mezzogiorno fu conquistato da Alfonso V d'Aragona, che divenne intanto Alfonso I di Napoli, col titolo di Rex Utriusquae Siciliae. Costui, come poi suo figlio Ferrante, contribuì ampiamente all'ammodernamento del territorio dominato sul modello economico aragonese, tramite il sostegno giuridico della transumanza, i fori boari, il contrasto dei privilegi feudali e l'adozione del napoletano come lingua di stato.

### Il regno di Sardegna (1297-1448)
Il regno di Sardegna (fino al 1460 comprendente nominalmente anche la Corsica e denominato in latino Regnum Sardiniae et Corsicae) fu istituito nel 1297 (secondo altre fonti nel 1299) da papa Bonifacio VIII in ottemperanza al Trattato di Anagni del 24 giugno 1295.
Venne creato per risolvere la crisi politica e diplomatica sorta tra la Corona d'Aragona e il ducato d'Angiò a seguito della Guerra del Vespro per il controllo della Sicilia. L'atto di infeudazione, datato 5 aprile 1297 affermava che il regno apparteneva alla Chiesa e veniva dato in perpetuo ai re della Corona di Aragona in cambio di un giuramento di vassallaggio e del pagamento di un censo annuo. Fu conquistato territorialmente a partire dal 1324 con la guerra mossa dai sovrani Aragonesi, in alleanza col Regno giudicale di Arborea, contro i Pisani, all'epoca possessori di un terzo circa della Sardegna (la somma dei territori dei due regni giudicali di Gallura e di Calari).
La dominazione iberica sull'isola sarà in seguito a lungo contrastata dalla resistenza dello stesso Giudicato di Arborea e la conquista territoriale da parte degli Aragonesi poté considerarsi parzialmente conclusa solo nel 1420, con l'acquisto dei rimanenti territori dall'ultimo Giudice per 100.000 fiorini d'oro, e nel 1448 con la conquista della città di Castelsardo (allora Castelgenovese).

### Le lotte tra gli stati italiani (1412-1454)
Nella prima metà del XV secolo si ebbe un lungo periodo di guerre che interessò l'intera penisola e fu segnato dai ripetuti tentativi degli Stati più forti di estendere la propria egemonia. Nell'area centro-settentrionale i maggiori contendenti furono il Ducato di Milano e le Repubbliche di Venezia e Firenze, impegnati in una politica di espansione territoriale avviata già nel Trecento col progressivo assoggettamento del contado da parte delle città.
Il regno di Napoli fu scosso da una lunga crisi dinastica iniziata nel 1435 con la morte dell'ultima regina angioina, Giovanna II, e conclusasi solo nel 1442 con la vittoria di Alfonso V d'Aragona, che ebbe la meglio sul rivale Renato d'Angiò. L'avvento della dinastia aragonese dei Trastámara segnò anche la riunificazione de facto dei regni di Napoli e Sicilia e l'avvio di un periodo di stabilità dinastica destinato a durare fino alla fine del secolo.
Il dominio sui mari fu invece l'obiettivo che contrappose gli interessi delle antiche repubbliche marinare: estromessa Amalfi già nel XII secolo, lo scontro proseguì tra Pisa, Genova e Venezia. Genovesi e Pisani combatterono ripetutamente per il controllo del Tirreno e nel 1406 Pisa fu conquistata da Firenze, perdendo definitivamente la propria autonomia politica. Agli inizi del secolo la contesa era dunque ridotta a un duello fra Genovesi e Veneziani. Per tutto il Quattrocento perdurò uno stato di conflittualità tra le due repubbliche ma non si ebbero battaglie decisive. La potenza di Genova andò affievolendosi nel corso del secolo e Venezia si affermò come padrona dei mari, raggiungendo il culmine della propria ascesa agli inizi del XVI secolo.
Col progressivo declino dell'Impero bizantino, l'altro grande rivale di Venezia - la caduta di Costantinopoli data al 1453 - la Serenissima poté interessarsi ad una politica di espansione territoriale sulla terraferma che prese avvio proprio agli inizi del XV secolo. Le iniziative militari veneziane entrarono in conflitto con gli interessi del Ducato di Milano, impegnato a sua volta in una politica espansionistica guidata della famiglia Visconti. Nello scontro si inserì anche la repubblica di Firenze, minacciata dall'aggressività viscontea e alleatasi con i Veneziani. La Serenissima riportò una vittoria decisiva nella battaglia di Maclodio del 1427, assumendo una posizione egemone che allarmò i Fiorentini, i quali preferirono rompere l'alleanza e schierarsi dalla parte di Milano. La guerra si protrasse con operazioni di minore portata fino al 1454, quando le due rivali siglarono a Lodi una pace destinata a stabilizzare l'assetto politico della Penisola per quarant'anni: Venezia e Milano fissavano sull'Adda il confine fra i rispettivi territori e rinunciavano ad ulteriori tentativi di espansione, mantenendo in una condizione di equilibrio la frammentata realtà politica italiana.

### La Pace di Lodi e la politica dell'equilibrio (1454-1492)
La Pace di Lodi, firmata nella città lombarda il 9 aprile 1454, mise fine allo scontro fra Venezia e Milano che durava dall'inizio del Quattrocento.
La rilevanza storica del trattato risiede nell'aver garantito all'Italia quarant'anni di pace stabile, contribuendo di conseguenza a favorire la rifioritura artistica e letteraria del Rinascimento.
Venezia e Milano conclusero una pace definitiva il 9 aprile 1454 presso la residenza di Francesco Sforza a Lodi; il trattato fu ratificato dai principali Stati regionali (prima fra tutti Firenze, passata da tempo dalla parte di Milano).
Il Nord Italia risultava in pratica spartito fra i due Stati nemici, nonostante persistessero alcune potenze minori (i Savoia, la Repubblica di Genova, i Gonzaga e gli Estensi). In particolare, stabilì la successione di Francesco Sforza al Ducato di Milano, lo spostamento della frontiera tra i suddetti stati sul fiume Adda, l'apposizione di segnali confinari lungo l'intera demarcazione (alcune croci scolpite su roccia sono tuttora esistenti) e l'inizio di un'alleanza che culminò nell'adesione – in tempi diversi – alla Lega Italica.
L'importanza della Pace di Lodi consiste nell'aver dato alla penisola un nuovo assetto politico-istituzionale che – limitando le ambizioni particolari dei vari Stati – assicurò per quarant'anni un sostanziale equilibrio territoriale e favorì di conseguenza lo sviluppo del Rinascimento italiano.
A farsi garante di tale equilibrio politico sarà poi – nella seconda parte del Quattrocento – Lorenzo il Magnifico, attuando la sua famosa politica dell'equilibrio.

### Il Rinascimento italiano
Il Rinascimento italiano è la civiltà culturale ed artistica che, nata a Firenze e da lì diffondendosi in tutta Europa dalla metà del XIV secolo a tutto il XVI secolo, voleva riappropriarsi della cultura classica antica, che ad alcuni sembrava alterata dalla religiosità medioevale, proponendosi di recuperarne l'originalità ed il senso della naturalità dell'uomo.
L'epicentro dell'Umanesimo-Rinascimento è Firenze, da dove arriverà alla corte napoletana aragonese di Alfonso I di Napoli, a quella papale di Pio II, il papa umanista, e di Leone X, e a quella milanese di Ludovico il Moro.
Politicamente l'Umanesimo in Italia si accompagna alla trasformazione dei Comuni in Signorie. L'umanesimo infatti è l'espressione della borghesia che ha consolidato il suo patrimonio e aspira al potere politico.
Gli sviluppi dell'umanesimo rientrano nella formazione delle monarchie nazionali in Europa.